# Крышка канализационного люка

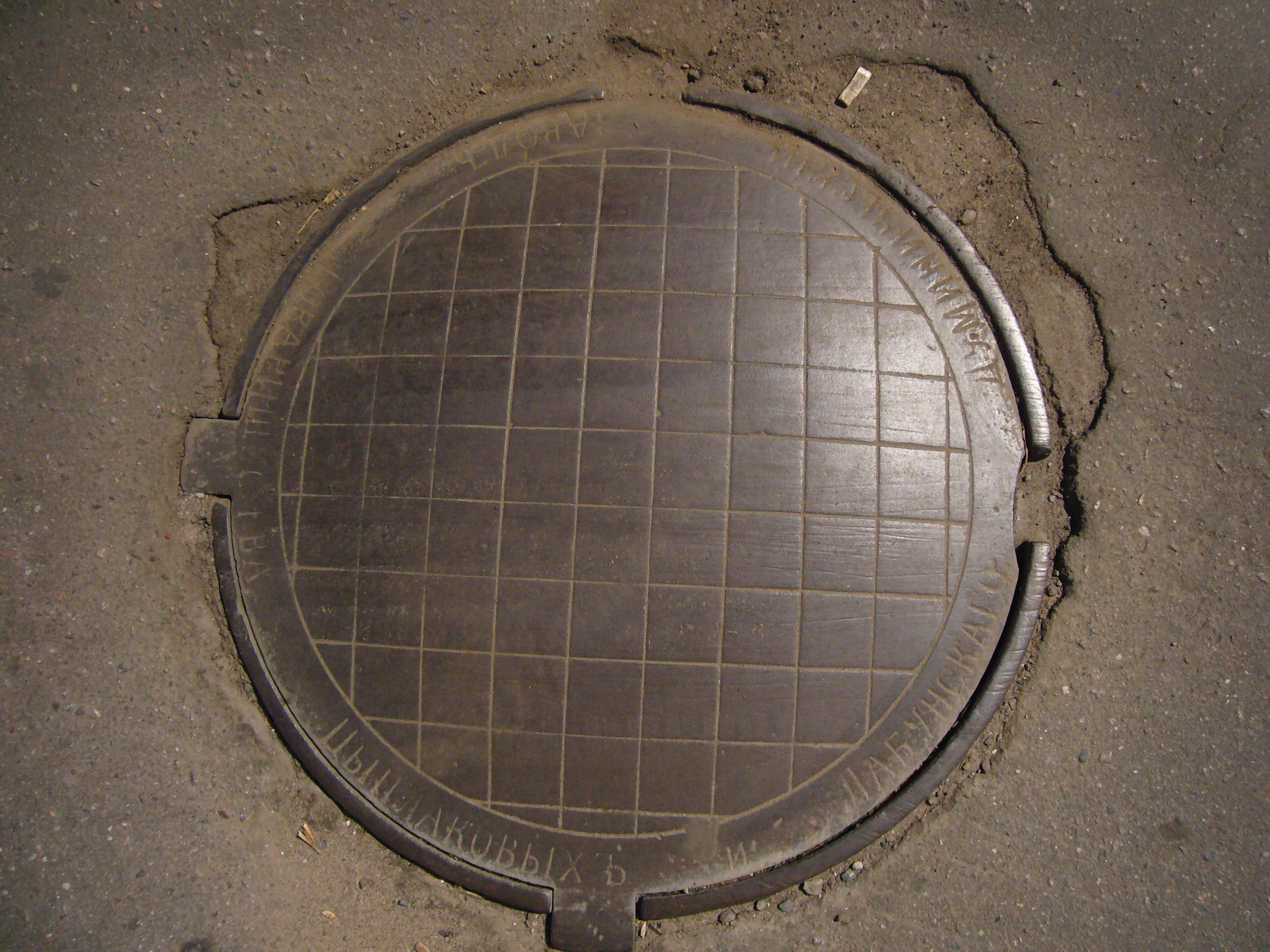
Старинная крышка люка между Моховой и Никитским переулком в Москве, начало XX века. Думинический завод товарищества Цыплаковых и Лабунского

Старинная крышка городской канализации завода фон Дитмара. Харьков, начало XX века

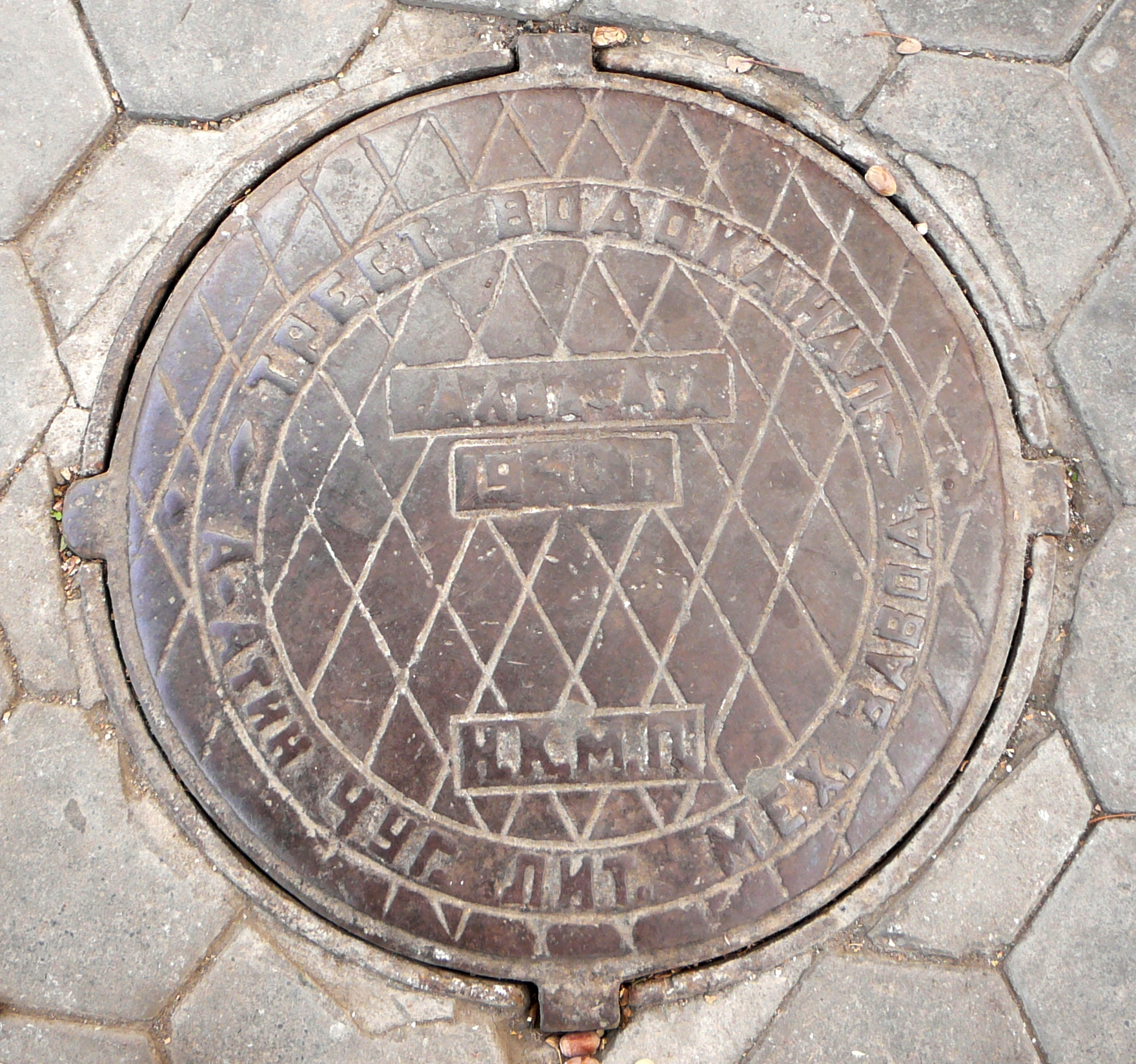
Крышка люка 1950 года выпуска. Алма-Ата. «Н. К. М. П.» — Народный комиссариат местной промышленности

Кры́шка канализацио́нного лю́ка — составная часть люка смотрового колодца, устанавливаемая в корпус люка.
Крышка должна[кому?] устанавливаться в створ с верхним бортом корпуса люка (не создавать препятствий), не хлопать при наезде на неё, содержать устройства для её подъёма из корпуса люка, для некоторых видов коммуникаций — также содержать отверстие для измерения загазованности колодца. Верхняя поверхность крышки должна быть рельефной[почему?] с высотой рельефа 2—6 мм.
Крышки канализационных люков обычно весят 50 кг и больше, чтобы их нельзя было сдвинуть с люка даже при сильном автомобильном движении.
В настоящее время[когда?] изготавливаются[где?][кем?]:
- чугунные (в том числе имеющие углубление для заполнения бетоном);
- ремонтные полимержелезобетонные;
- резиновые;
- пластиковые крышки.

## Форма

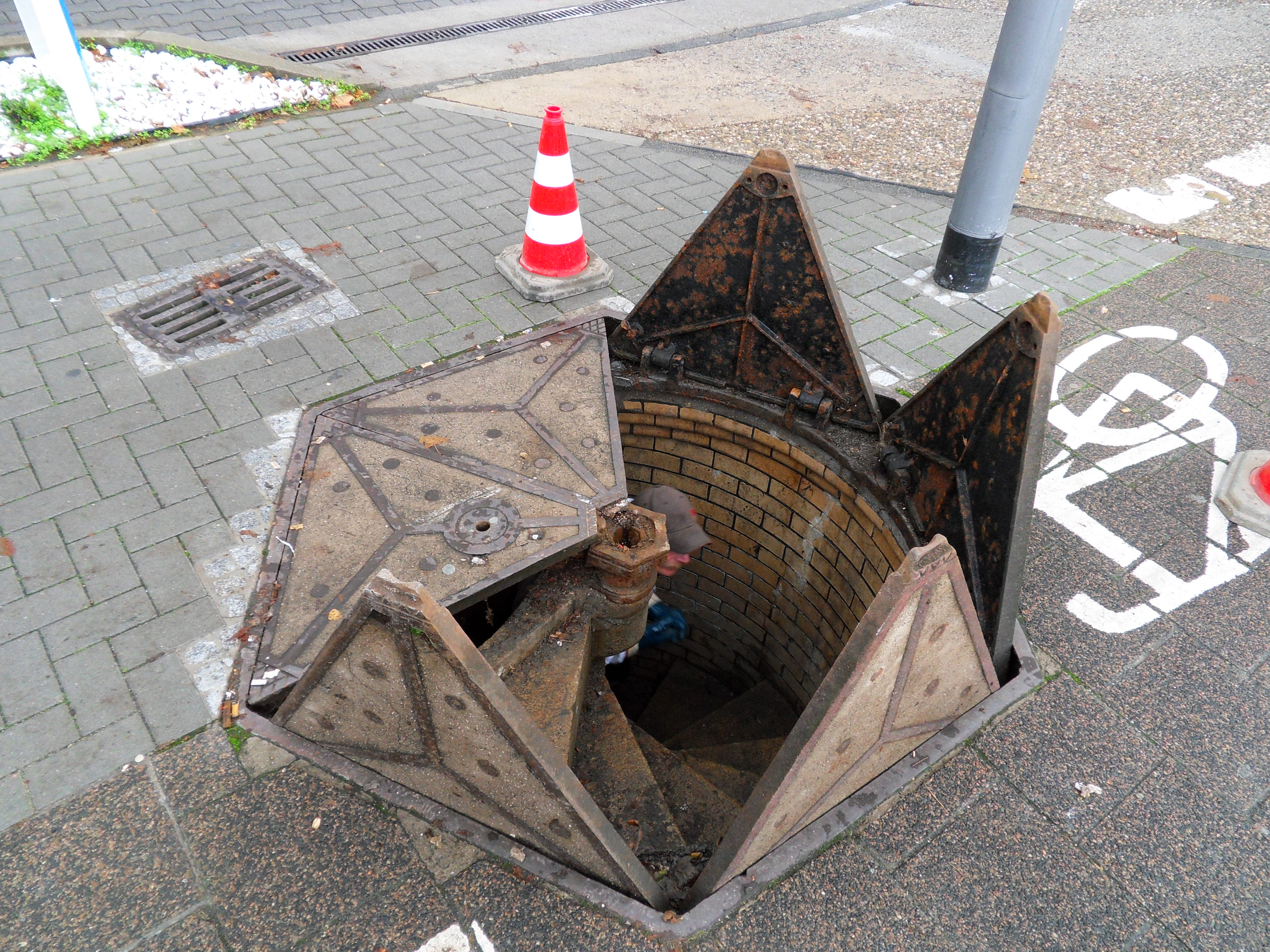
Створчатая раскрывающаяся
крышка. Под ней видна спускающаяся вниз винтовая лестница

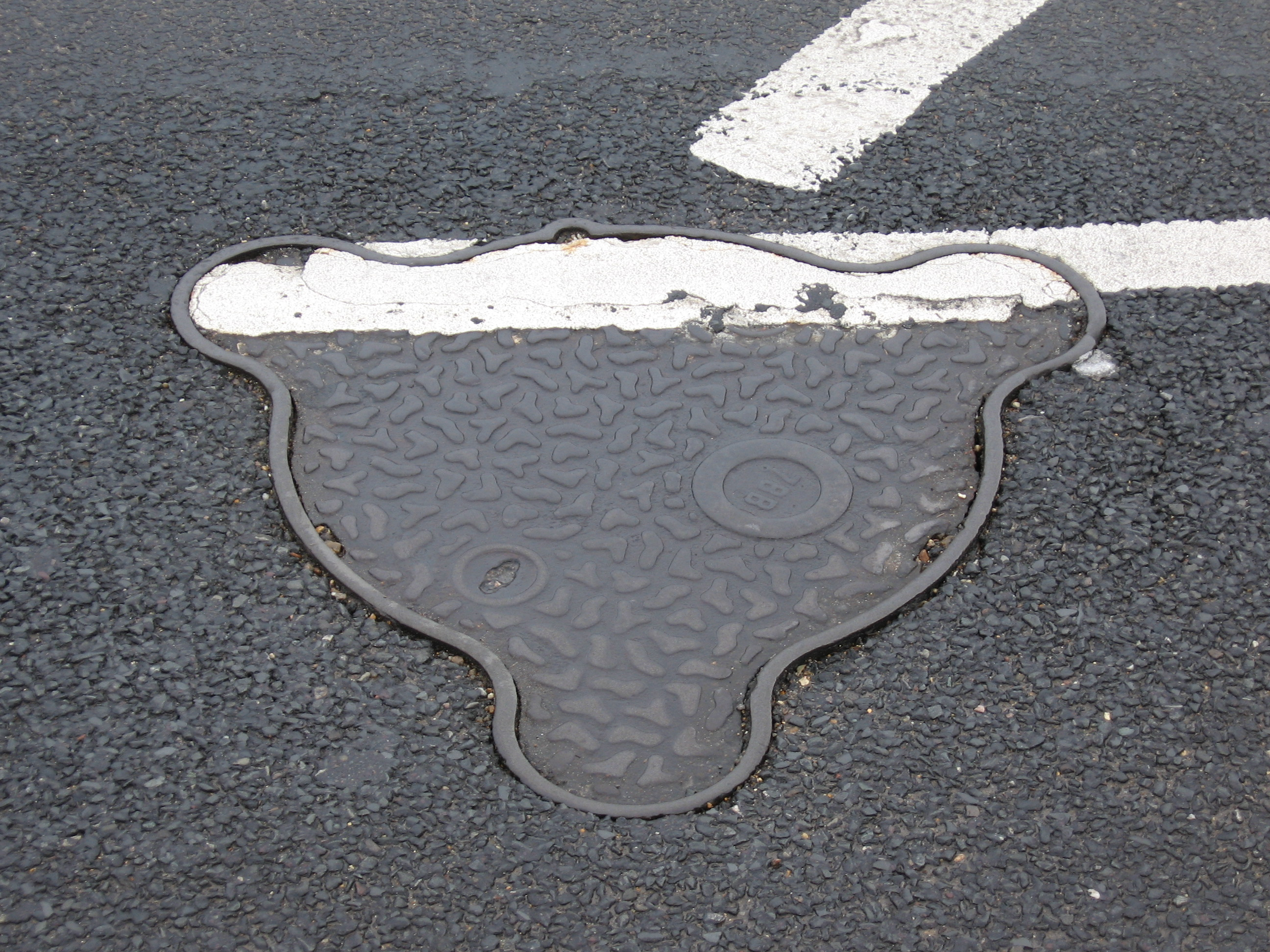
Люк и крышка треугольной формы

В настоящее время наиболее распространена круглая форма канализационных люков и соответственно их крышек, что объясняется:
- Бо́льшим отношением площади сечения лаза круглого люка к длине окружности его корпуса, чем у квадратного или прямоугольного, что позволяет снизить себестоимость производства за счёт сокращения расхода материалов без ухудшения эксплуатационных показателей. Диаметр лаза люка в действующих стандартах близкий к 600 мм — при круглой форме длина окружности корпуса — 1,88 м, при квадратной — 2,4 м, площадь крышки круглой формы — 0,28 м², площадь крышки квадратной формы — 0,36 м². Таким образом перерасход материалов на производство люка при переходе от круглой к квадратной его форме люков составит 28 %.
- Круглая форма крышки позволяет гарантировать то, что сама крышка не провалится в люк при её монтаже или демонтаже (прямоугольная же крышка легко входит в корпус люка по диагонали).
- Круглая форма крышки позволяет уменьшить возникающие при её (крышки) нагружении внутренние силы, что в свою очередь позволяет минимизировать её толщину, и следовательно затраты на материалы.
- Круглая форма крышки позволяет уменьшить количество бракованной (по фактору качества опорных поверхностей крышки и люка) продукции. То есть за счёт сокращения длин опорных частей сокращается вероятность брака (выступов и пр., что приводит к «хлопаньям» крышек при наезде на них, а также к преждевременному разрушению за счёт возникающих местных концентраций напряжений).
- Более легкой ручной транспортировкой. Большая масса люка делает достаточно тяжелым его ручной перенос. Круглая форма люка позволяет его катить.

Люки другой формы встречаются редко. К примеру, в американском городе Нэшуа (штат Нью-Хэмпшир) есть крышки для канализационных люков треугольной формы. Они указывают направление потока в канализации. Сейчас эти крышки ликвидируются, так как они не соответствуют современным стандартам безопасности.
Крышку можно выполнить в форме треугольника Рёло — благодаря постоянной ширине этой фигуры она не сможет провалиться в люк.

## Стандарты

### Россия
В России действуют:
- ГОСТ 3634-2019 «Люки смотровых колодцев и дождеприемники ливнесточных колодцев. Технические условия»;
- ГОСТ 8591-76 «Люки для кабельных колодцев телефонной канализации. Технические условия».

Изготовление люков, не соответствующих требованиям ГОСТ (применение новых материалов взамен чугуна и пр.), осуществляется по разработанным на предприятии-изготовителе техническим условиям или техническому заданию заказчика.

## Внешний вид и маркировка
На наружной поверхности крышек люков должно быть отлито условное обозначение, кроме слов «люк», «дождеприемник» и «ремонтная вставка» и товарный знак предприятия-изготовителя. Обозначение наименования инженерной сети располагают на осевой линии. На внутренней поверхности крышек люков и решеток дождеприемников отливают месяц и год изготовления. Размеры маркировочных знаков определяет изготовитель, соответственно, они могут существенно различаться дизайном.
На современных люках можно увидеть различные маркировки, которые расшифровываются следующим образом:
- В, ВД, ГВ — [городской] водопровод
- Г, ПГ — пожарный гидрант подземный
- ГК, К — [городская] санитарно-бытовая канализация
- ГТС — городская телефонная сеть, городская тепловая сеть
- Д — дренаж (ливневая канализация)
- КК — кабель
- МГ — [магистральный] газопровод
- МТ — междугородный телефон (телефонная сеть)
- МГТС — Московская городская телефонная сеть
- МС — Министерство связи (телефонная связь)
- НКПТ — Народный комиссариат почт и телеграфов (телефонная сеть)
- НКМП — Народный комиссариат местной промышленности (предшественник министерств промышленности союзных республик) [городской] водопровод
- НКС — Народный комиссариат связи (телефонная сеть)
- ПГ — пожарный гидрант
- Т — телефон (телефонная сеть)
- ТС, Т — теплосеть (теплопровод)
- ТСОД — «технические средства обеспечения движения», светофорная кабельная сеть

Кроме того, маркировке может сопутствовать декоративный рисунок, схематически обозначающий назначение люка. Например, люк городской канализации может иметь рисунок в виде волн.

Образцы буквенной маркировки
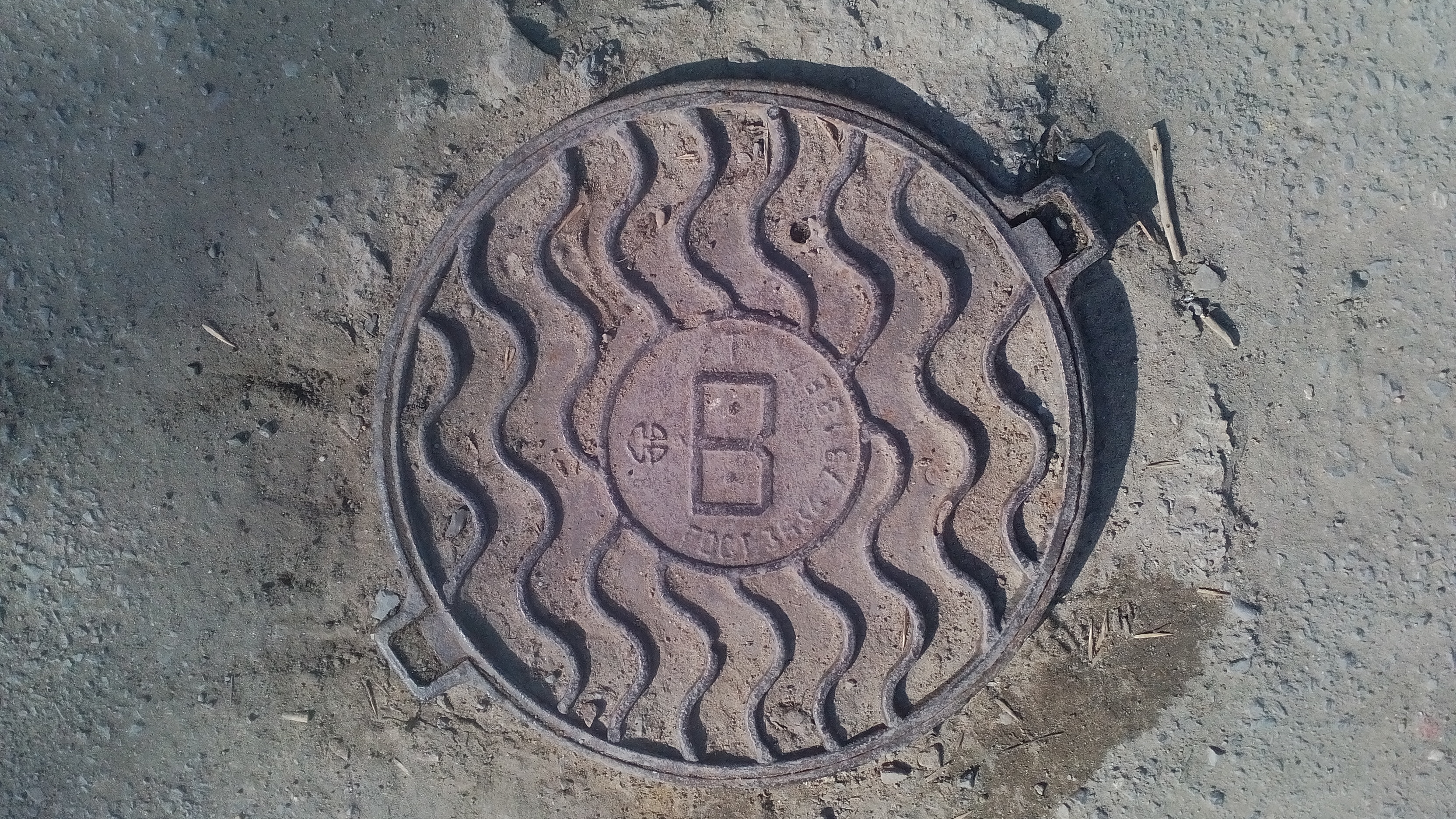
В
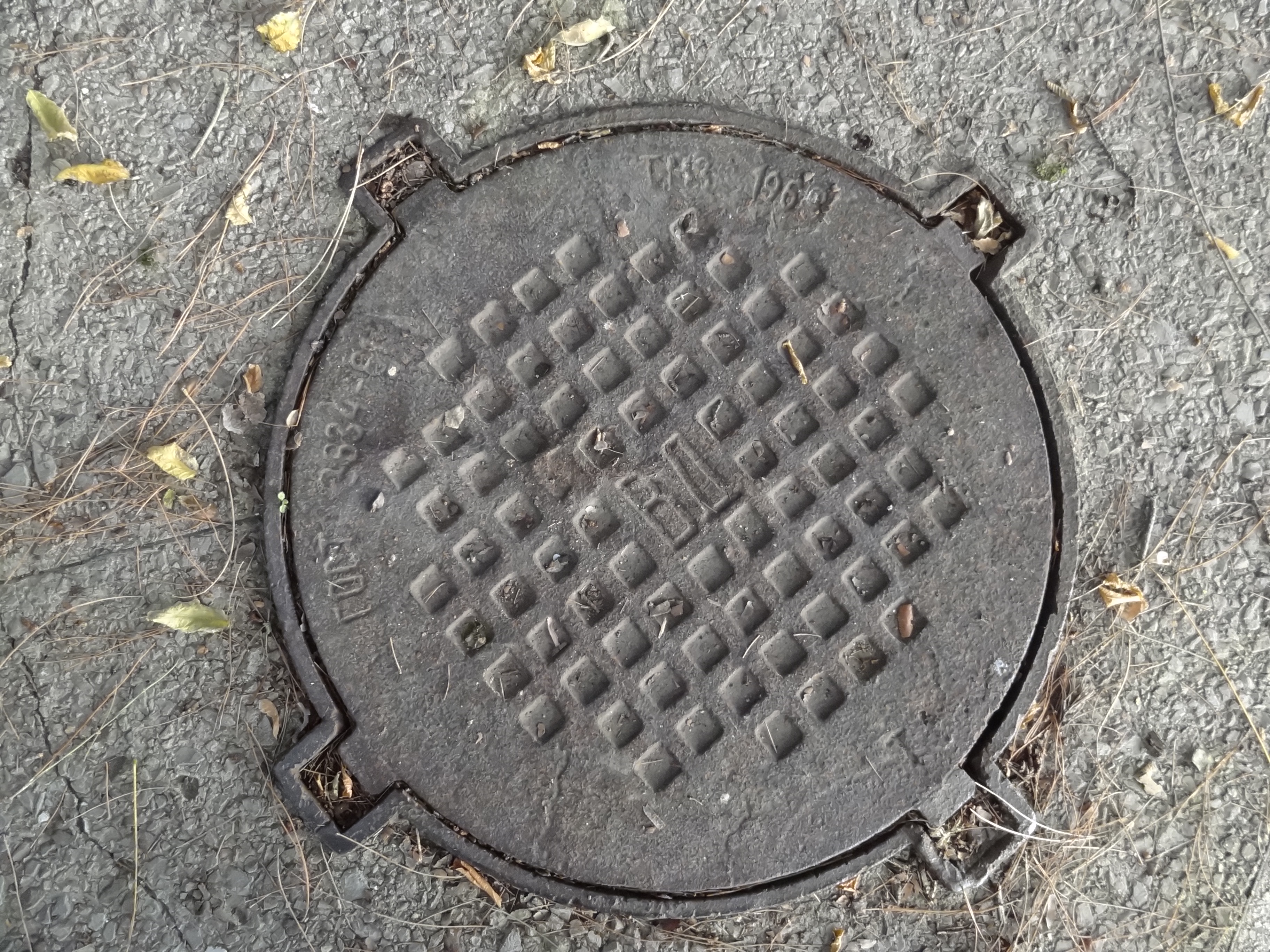
ВД
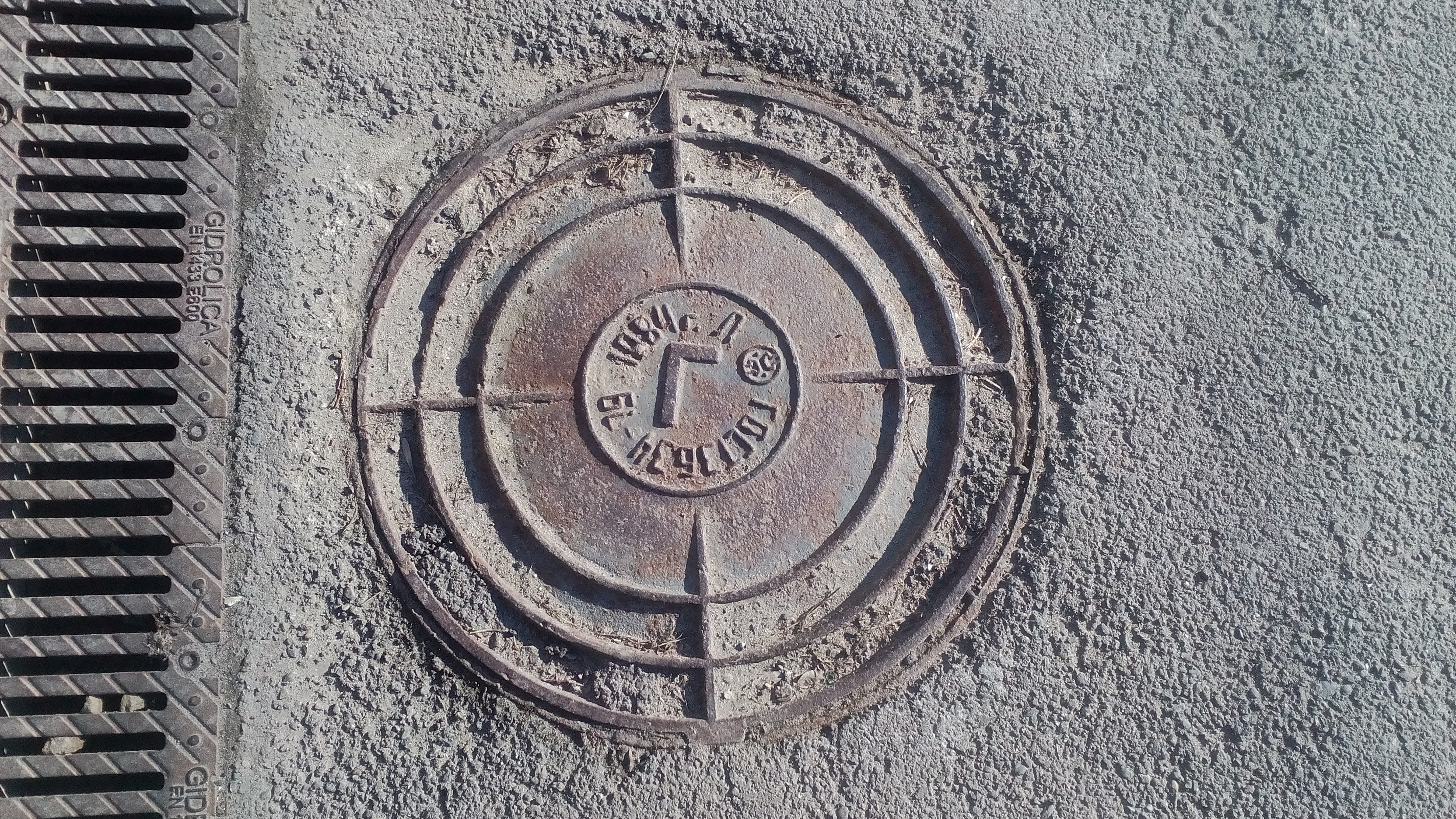
Г
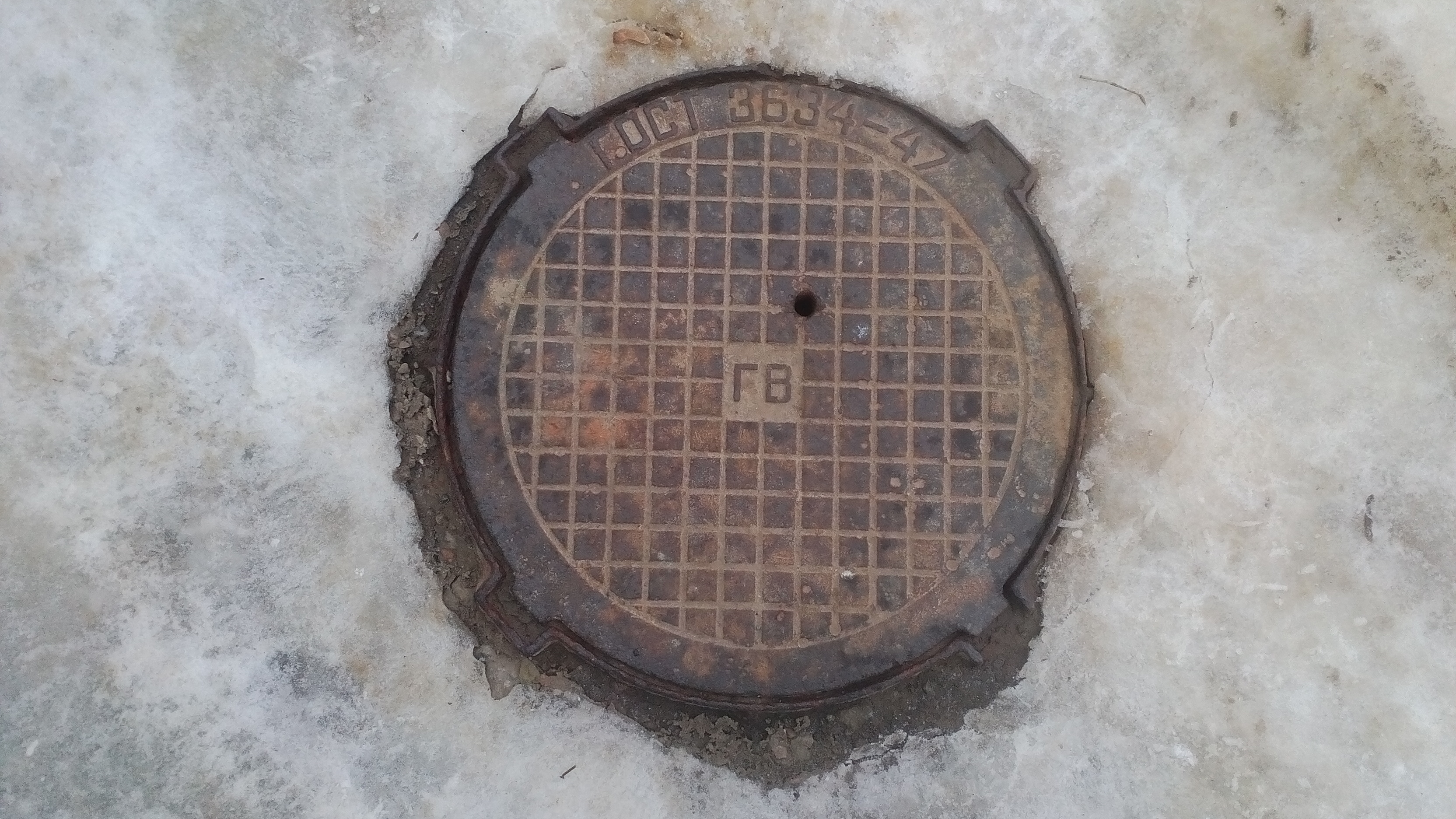
ГВ
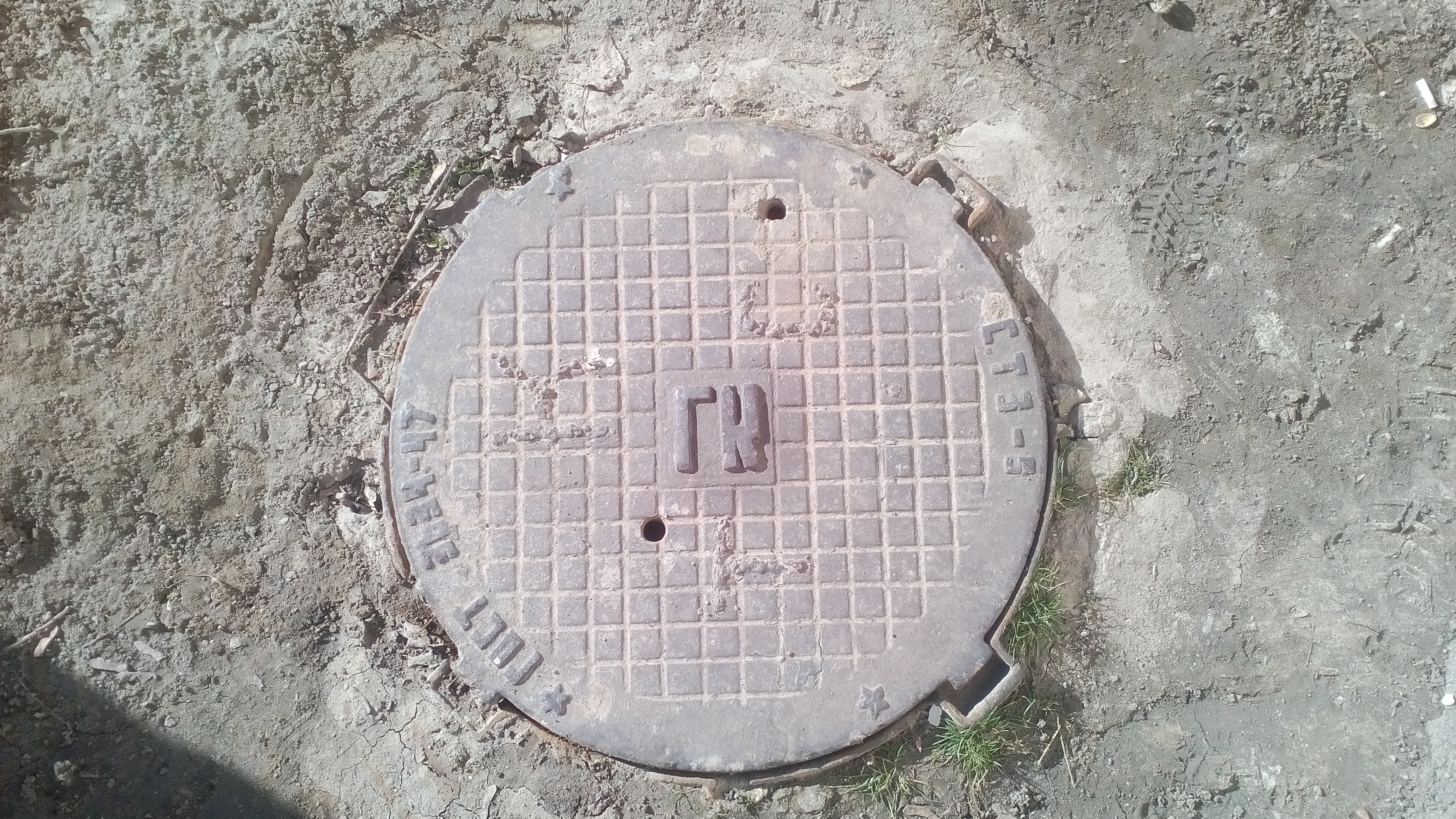
ГК
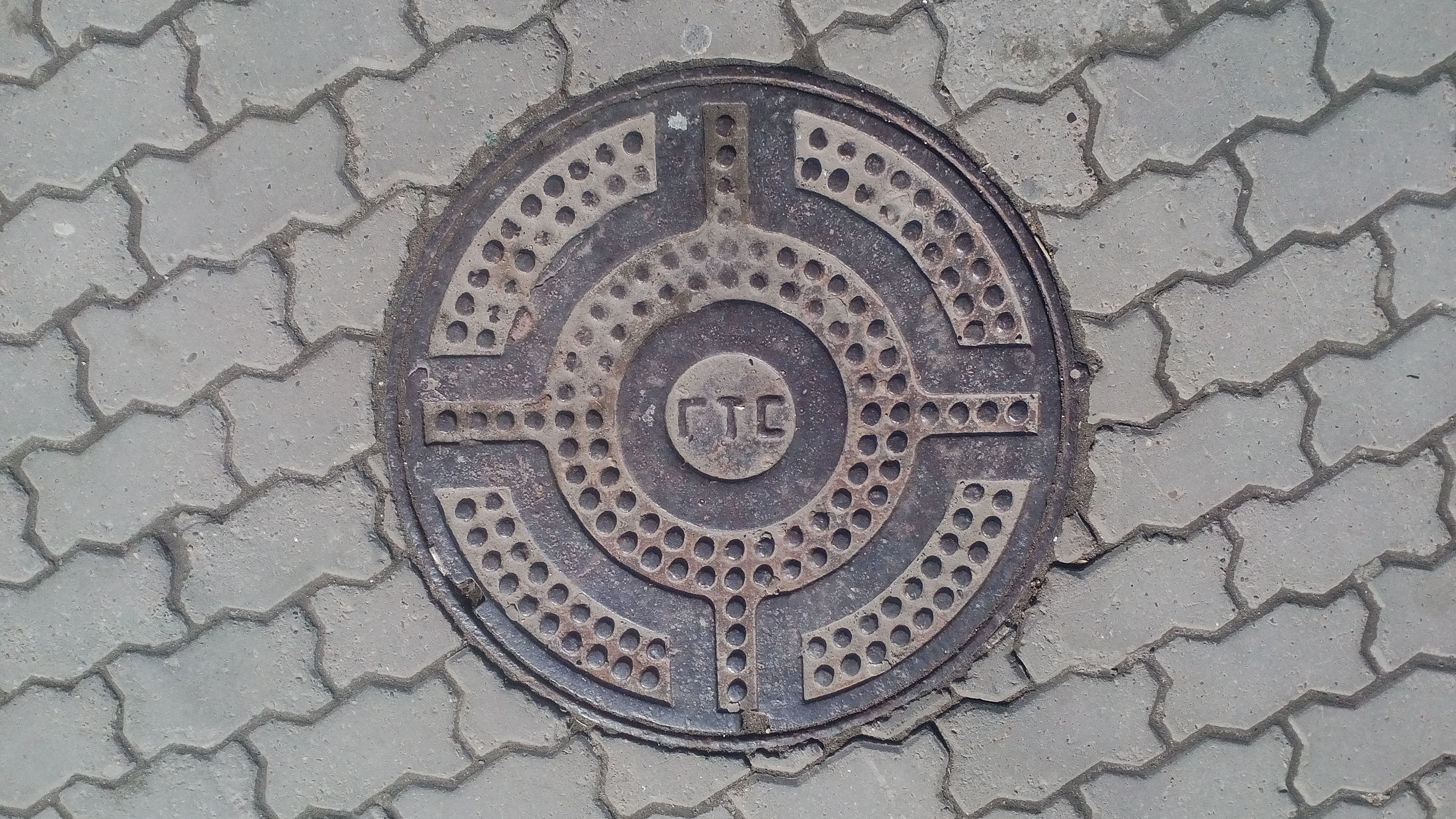
ГТС
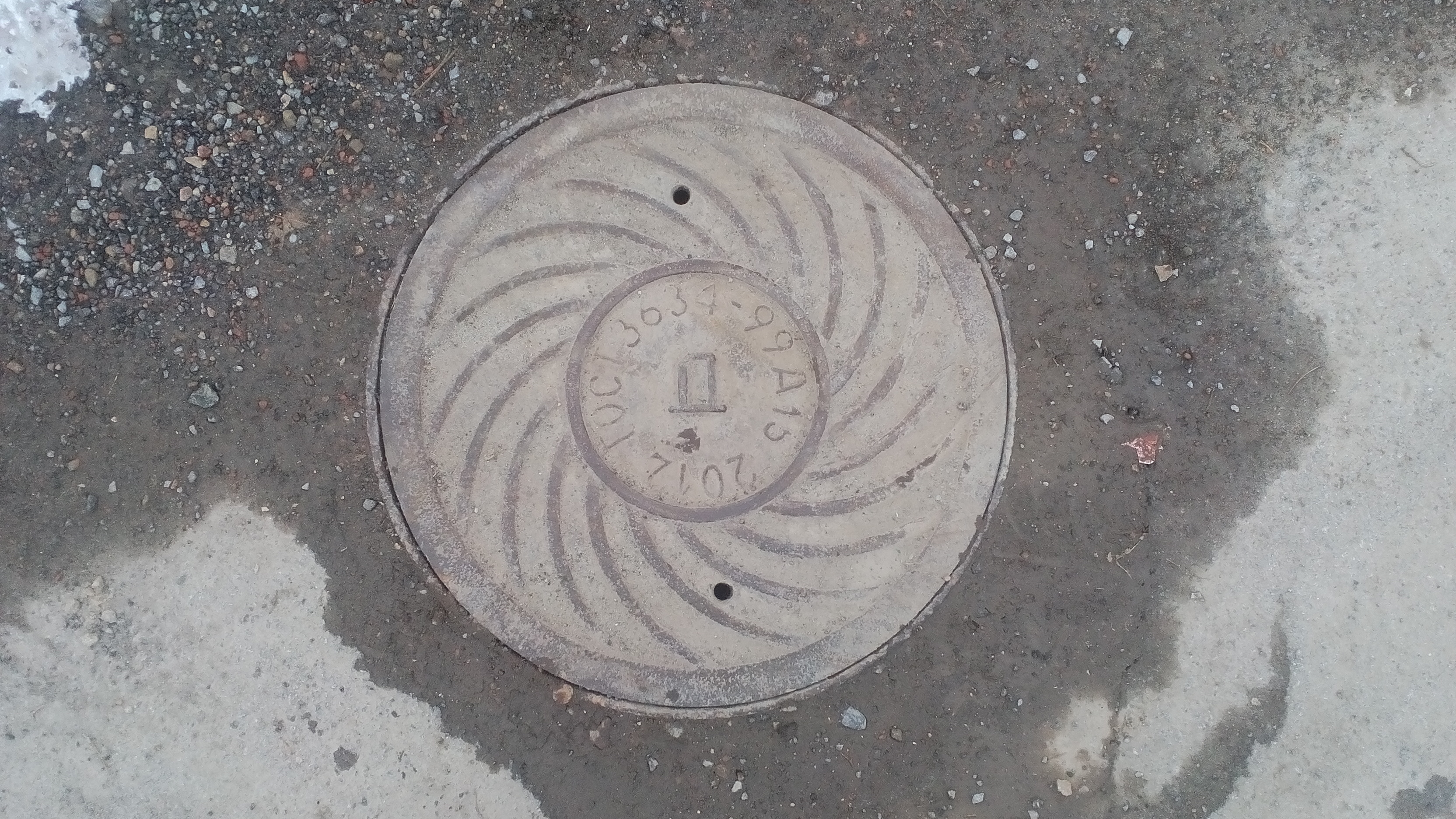
Д
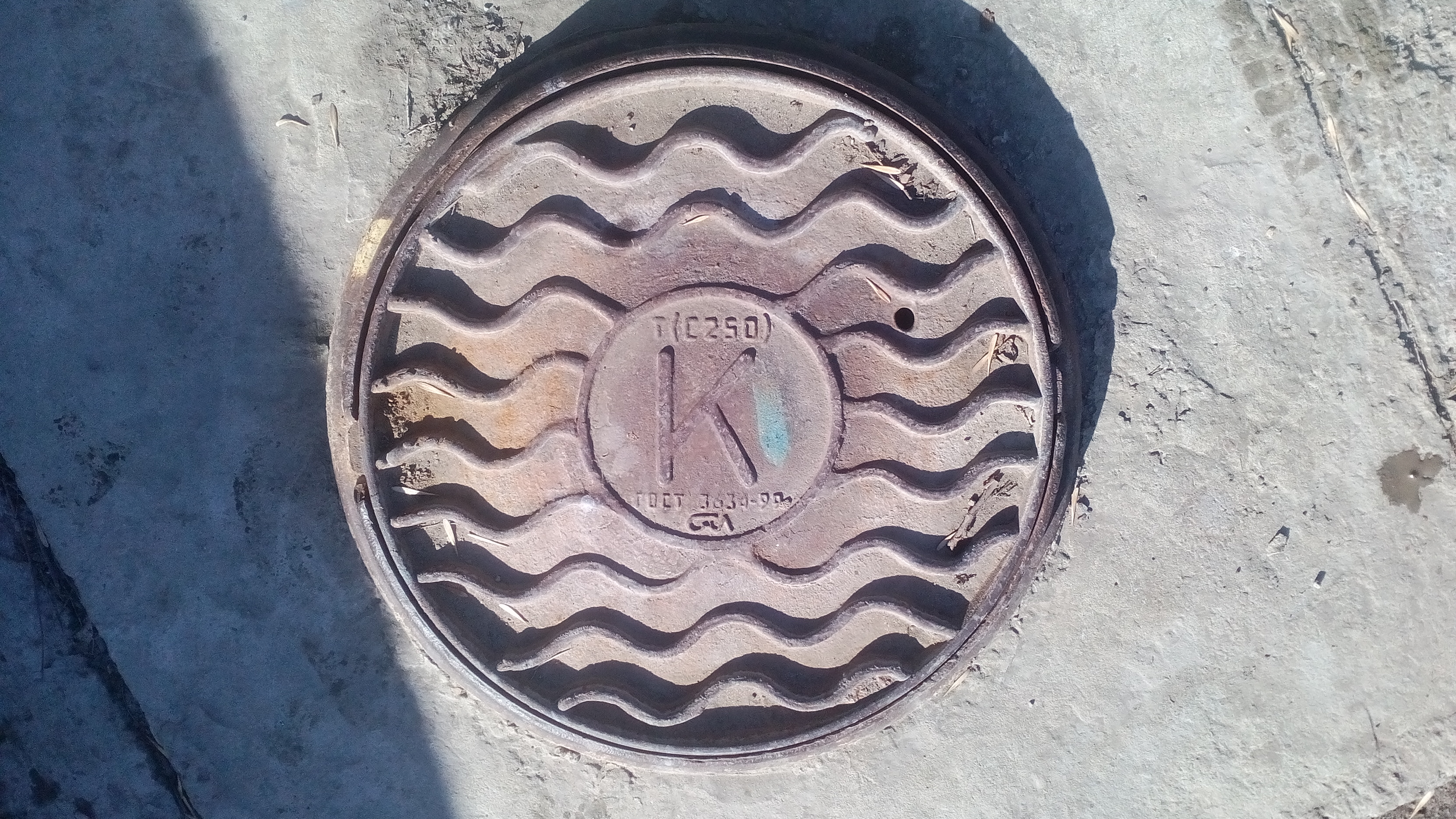
К
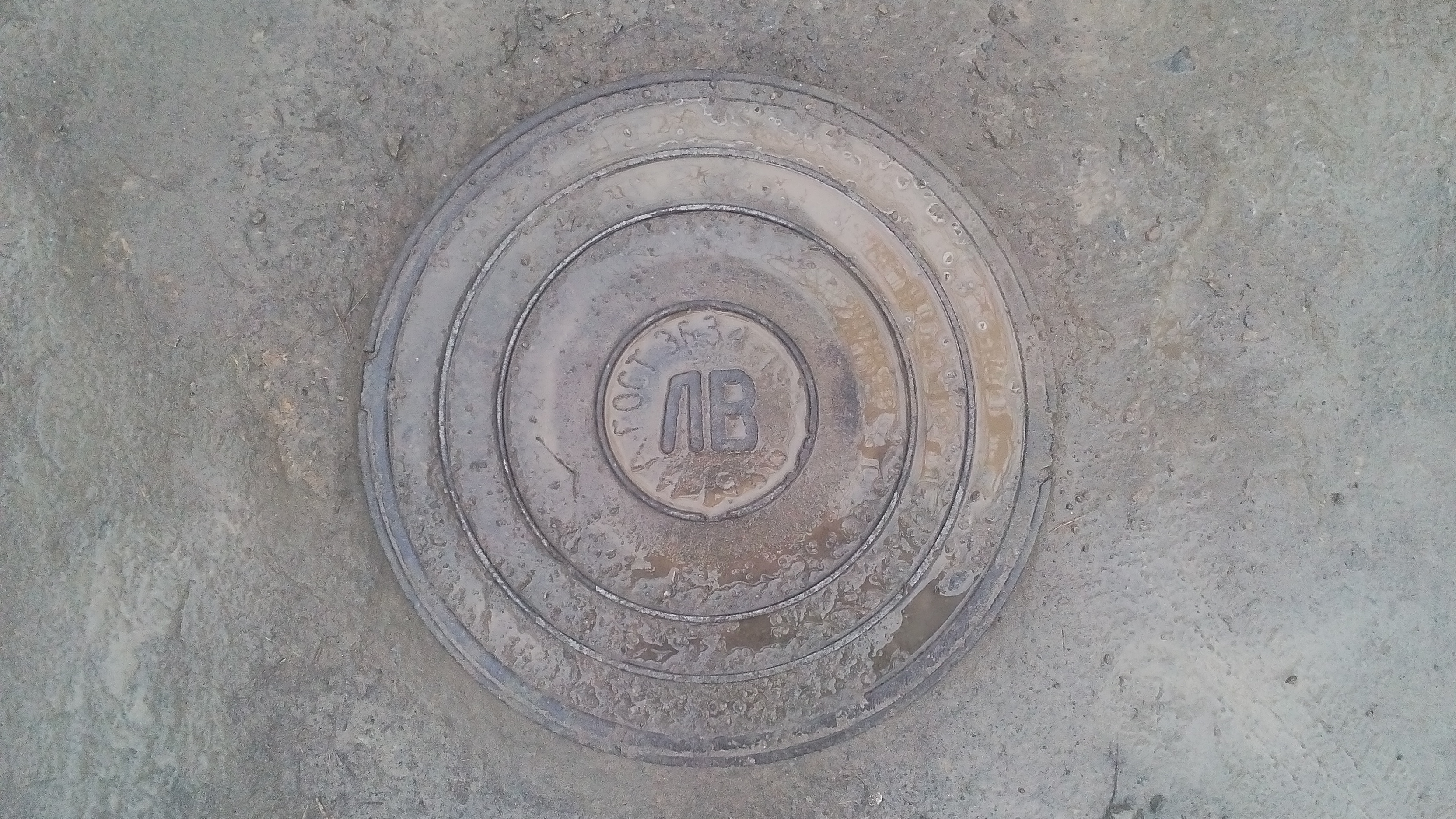
ЛВ
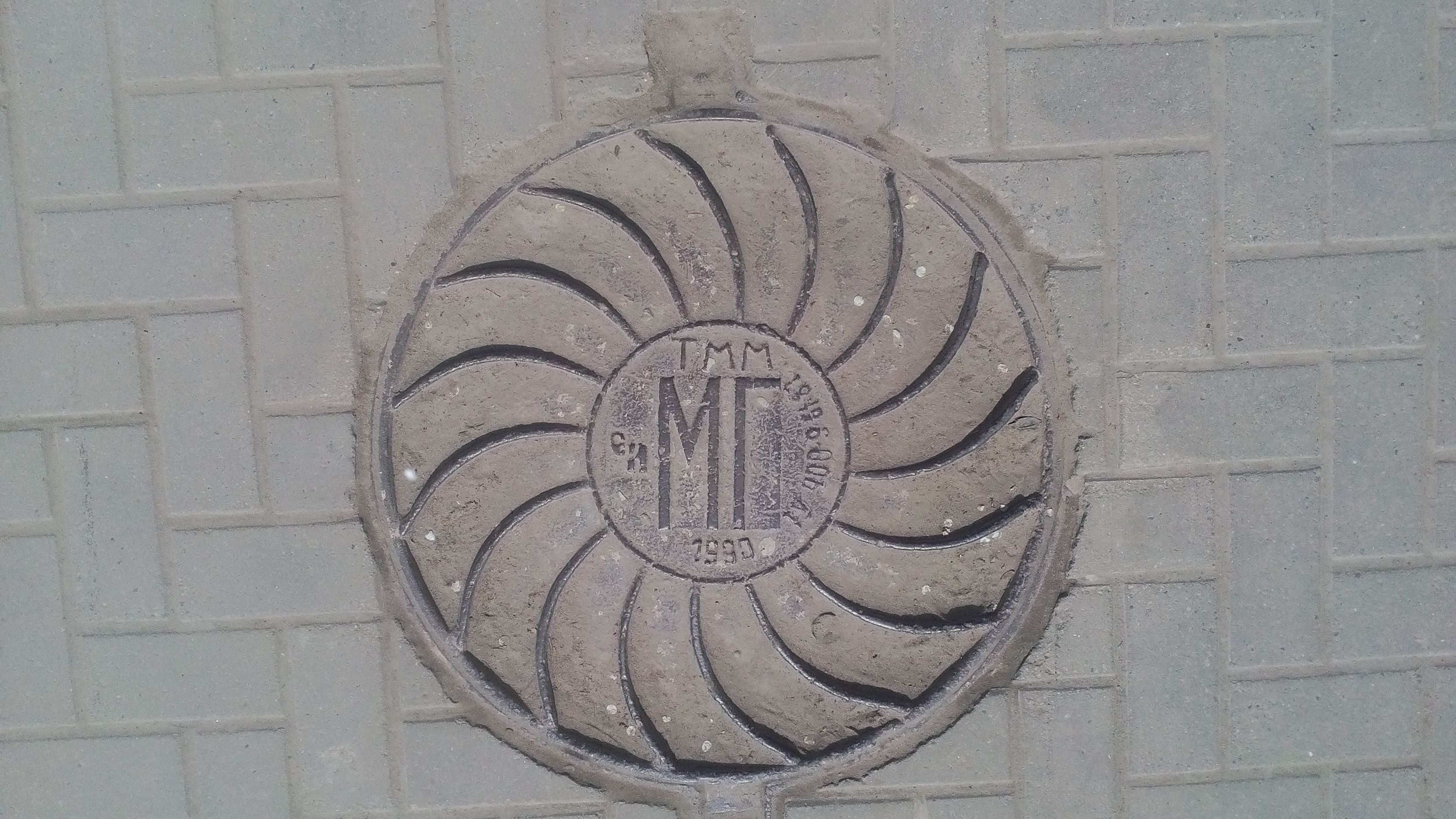
МГ
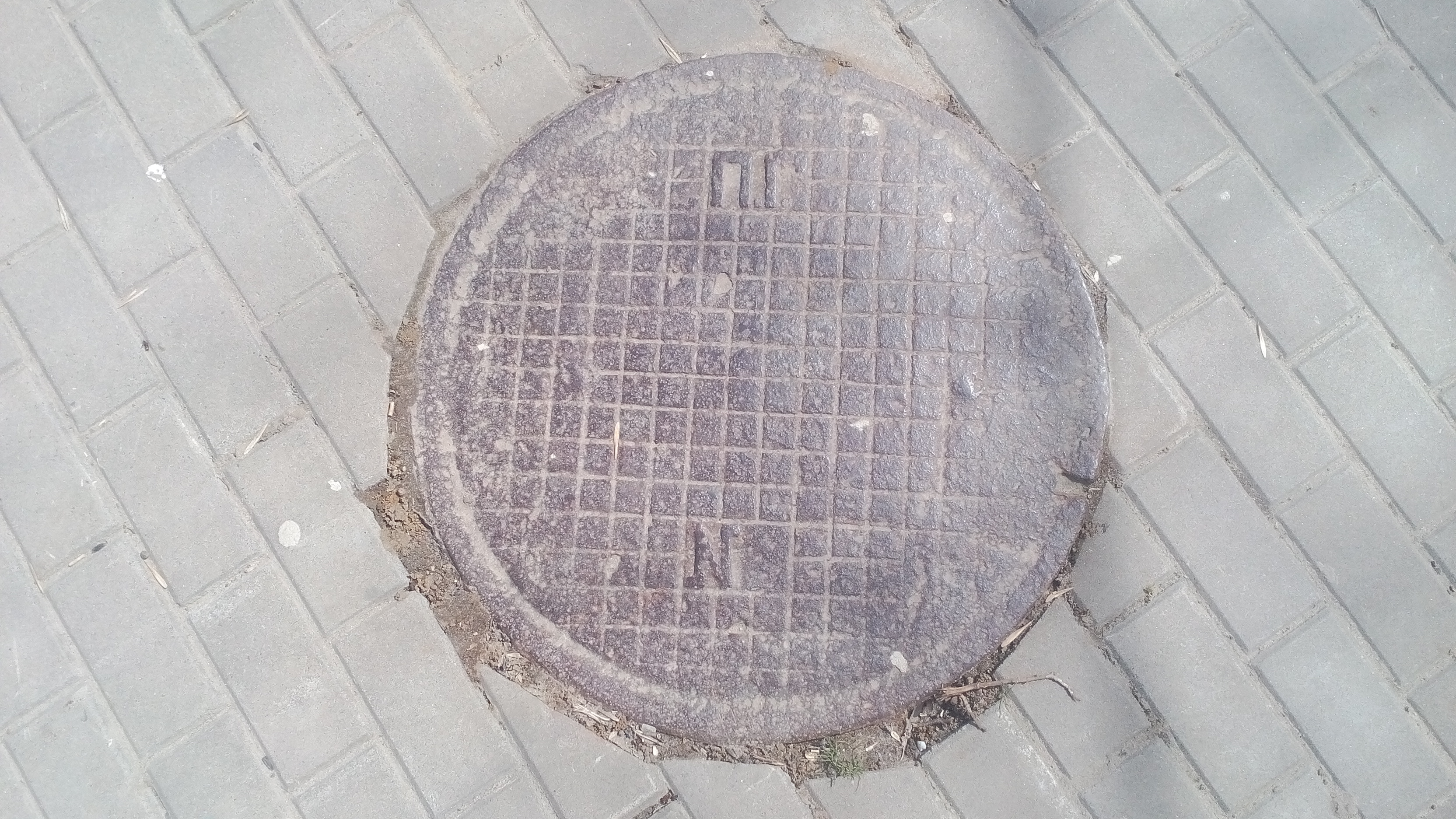
ПГ
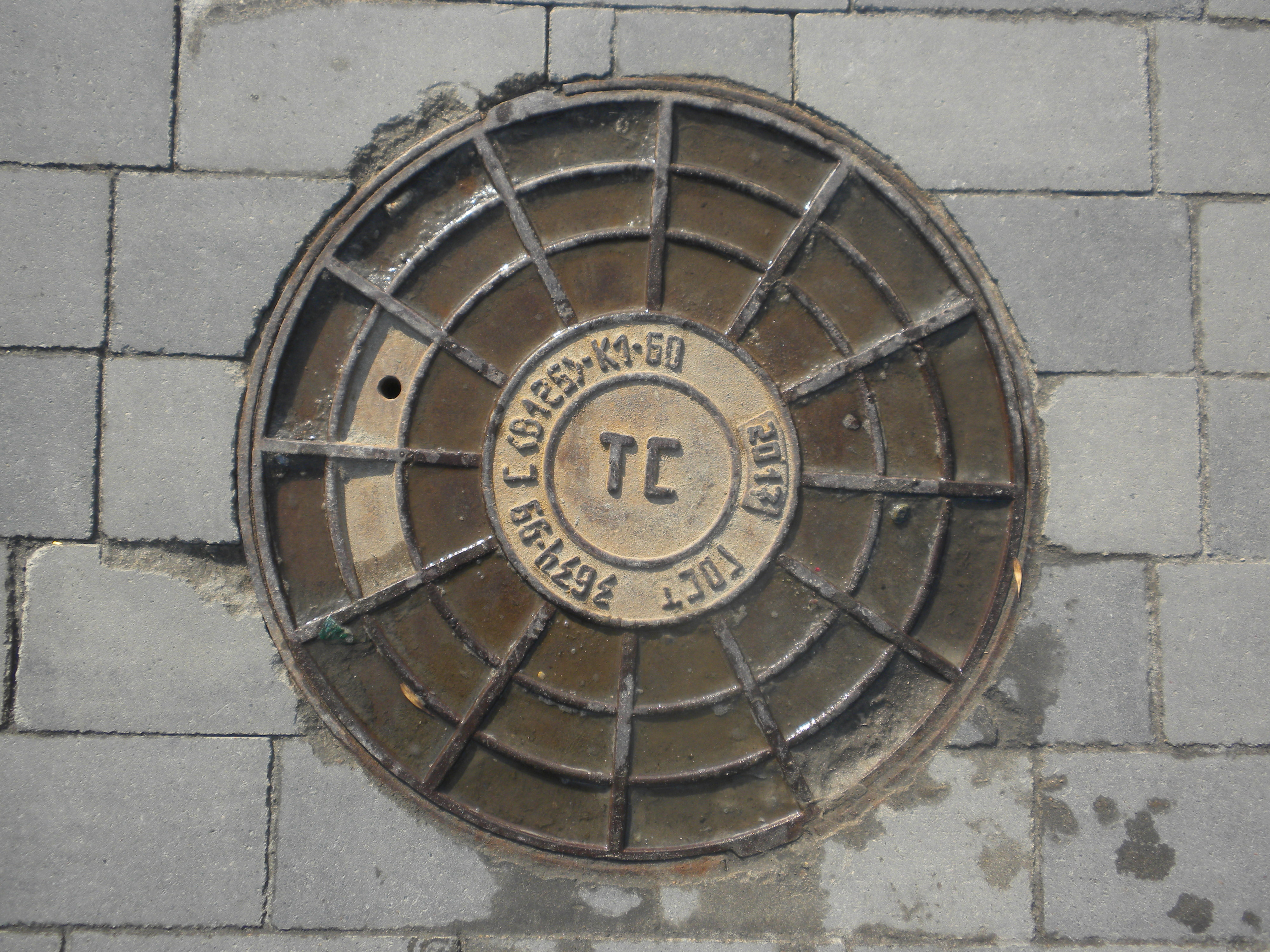
ТС

## Кражи

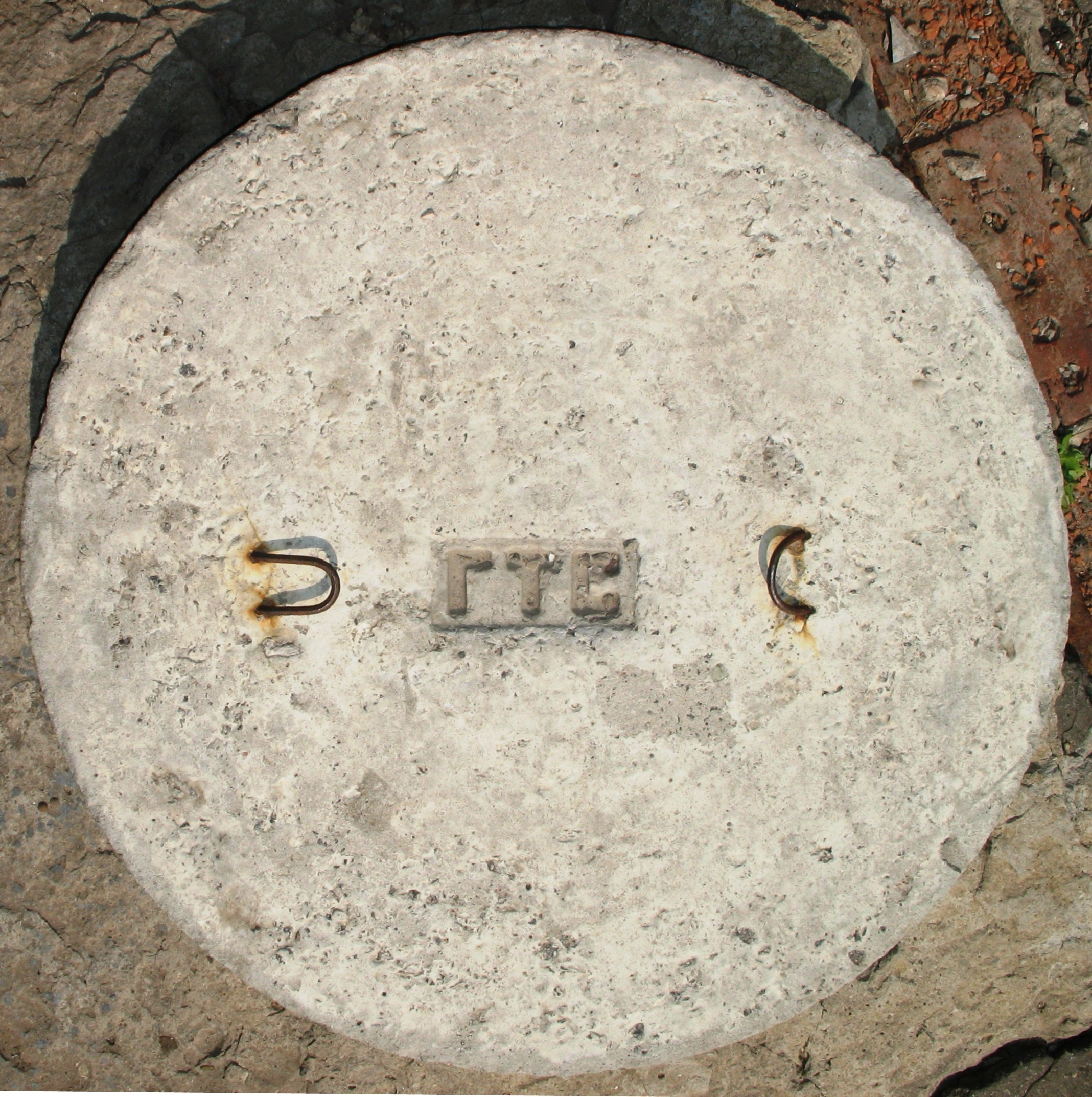
Бетонная плита, установленная вместо украденной чугунной крышки городской телефонной сети

Кражи крышек канализационных люков производятся, как правило, для последующей перепродажи в качестве металлолома. Реже люки используют «в хозяйстве», например, на даче. Редко, но бывают случаи, когда крышки воруют для продажи коллекционерам или сами коллекционеры.
Данный тип краж причиняет значительный материальный ущерб городским властям и собственникам подземных коммуникаций: стоимость одной крышки может составлять 7—10 тыс. рублей (по данным на 2019 год). Кроме того, открытые люки представляют весьма значительную опасность для водителей и пешеходов. Поэтому часто оставшиеся открытыми люки закрывают дешевыми бетонными крышками, так называемые «блины».
Крышки похищаются, как правило, в малолюдных и неосвещаемых местах; следовательно, установка новой чугунной крышки не решает саму проблему хищений, а является её следствием. Проблема хищений чугунных крышек канализационных люков усугубляется тем, что единичное производство чугунных крышек канализационных люков из-за нерентабельности не осуществляется.

### Россия и постсоветские страны

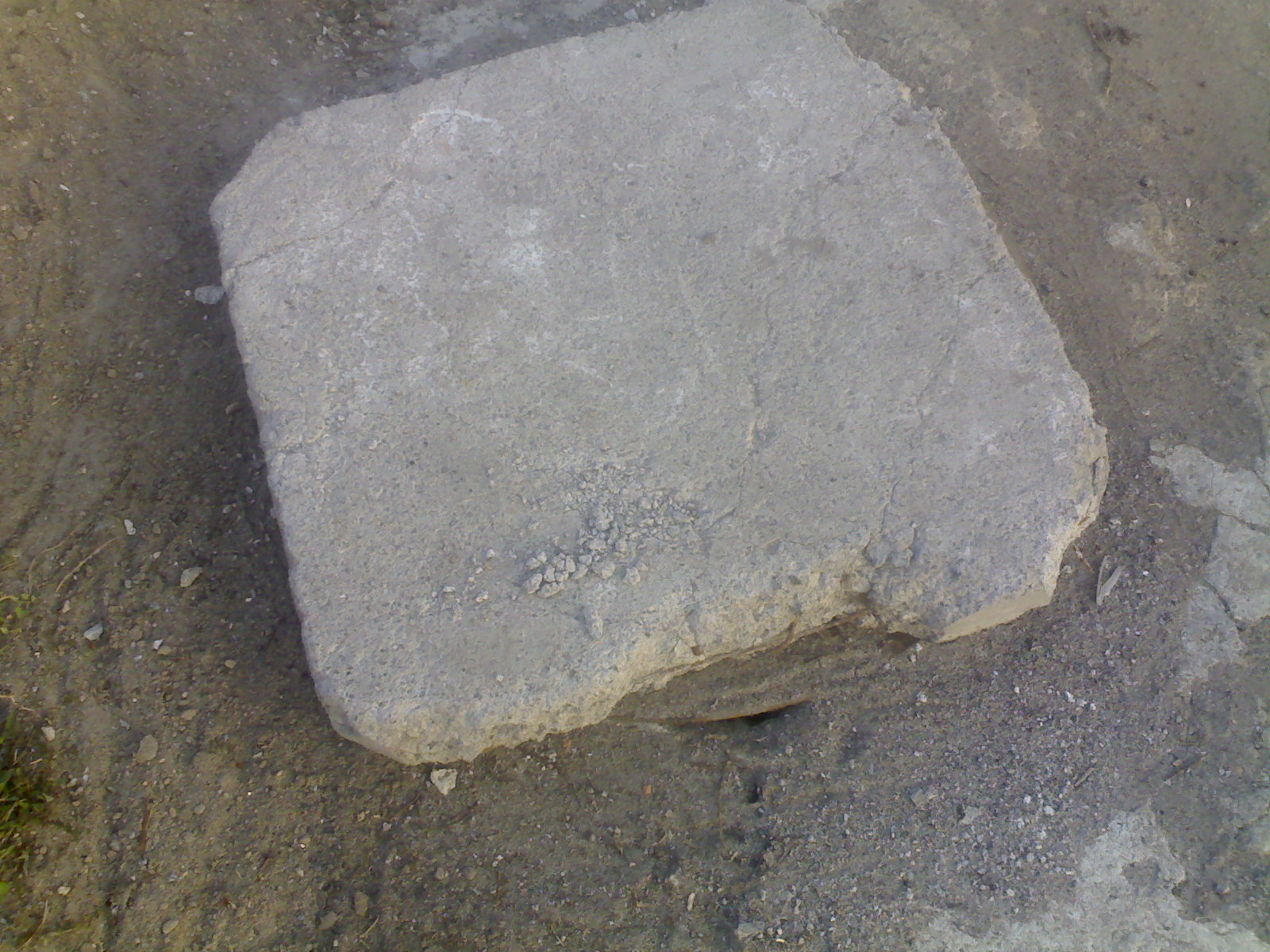
Металлическая крышка люка (фрагмент виден) для предотвращения воровства закрыта бетонной плитой

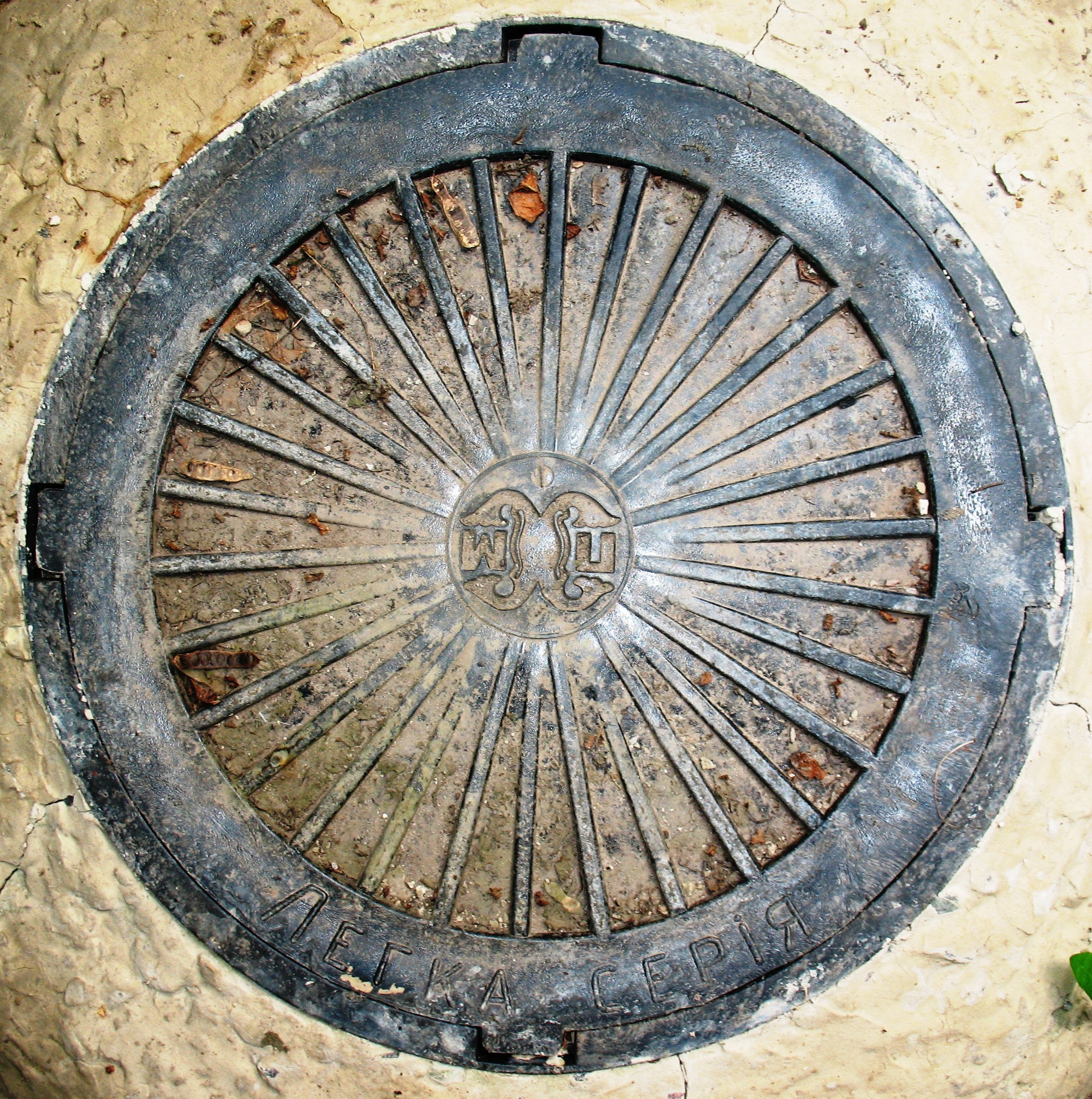
Пластиковая крышка канализации, лёгкая серия. Запрещено устанавливать на проезжей части

В постсоветских странах, в связи с тем, что чугунные крышки канализационных люков часто воруют для того, чтобы сдать их в пункты приёма металлолома, крышки канализационных люков иногда делали целиком из бетона.

### Индия и Китай
В 2004 году открытые люки стали причиной по меньшей мере восьми смертей в Индии и Китае. Сотни крышек каждый месяц исчезали в Индийском городе Бангалор.
В городе Калькутта (Индия) более 10 тыс. люков были украдены в течение двух месяцев. Они были заменены на бетонные покрытия, но и они были украдены, на этот раз из-за стальной арматуры внутри них.
В 2004 году в Пекине было украдено 240 тыс. люков и водосточных решёток. Вор в Китае может заработать 33 юаня (4 $), продав дельцу крышку люка, что составляет дневную заработную плату для рабочего.
Джеймс Киндж, бывший шеф бюро «Financial Times» в Пекине, описывает явление в книге «Китай, который потряс мир»:

В течение нескольких недель, начиная с середины февраля 2004 года, когда, сначала медленно, но с нарастающей скоростью, крышки люков начали исчезать с дорог и тротуаров по всему миру. Как китайский спрос на металл поднял цены металлолома до рекордных уровней, воры почти везде догадались о возможности заработать на люках. С наступлением темноты они тащили люки и продавали их местным дельцам, разрезали их и грузили их на корабли, идущие в Китай. Сначала пропажи были замечены на Тайване, на острове недалеко от юго-восточного побережья Китая. Затем у других соседей, таких как Монголия и Киргизия… Там, где зашло солнце, воры работали для утоления нужды Китая в металле. Более 150 люков исчезли в течение одного месяца в Чикаго. В Шотландии более чем сто люков исчезли в течение нескольких дней. От Монреаля до Глостера и до Куала-Лумпура ничего не подозревающие пешеходы натыкались на отверстия в тротуарах.

### Европа
В большинстве стран Европейского союза приемщикам утильсырья строго запрещено покупать крышки люков, но это правило часто нарушается. Поэтому, в 2004 году, в одном только лондонском районе Ньюхам было украдено почти 200 решёток ливневой канализации и крышек.
На Украине, в целях борьбы с кражами, чугунные люки планируется постепенно заменить люками из пластика, резины и других полимеров, непригодных для вторичной переработки и потому не представляющих интереса для воров. Всего в Киеве около 450 тысяч люков, из которых за 2001 год украдено около 3,5 тысячи крышек.

## Безопасность

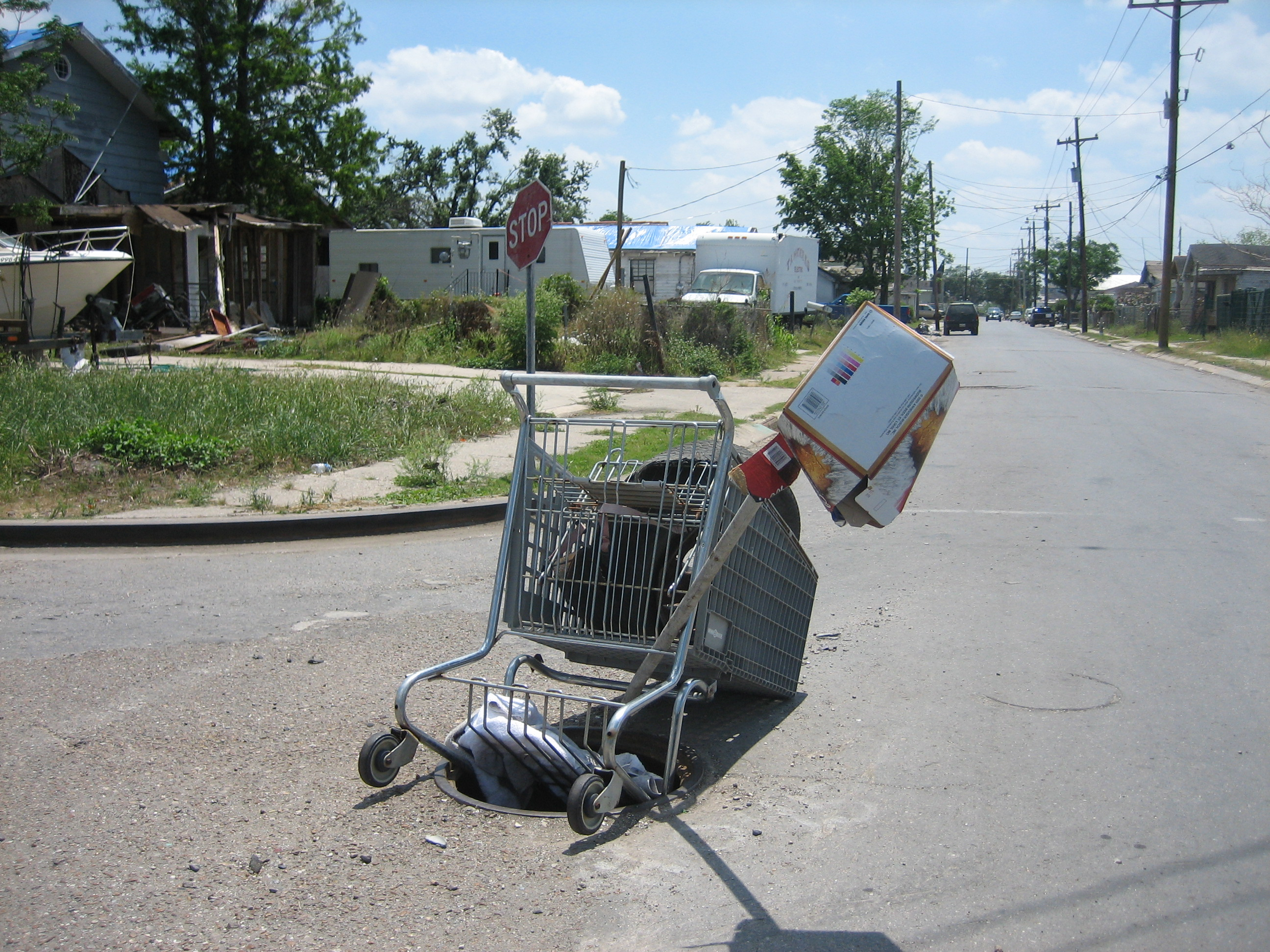
Нагромождение предметов вокруг открытого канализационного люка

Отсутствие крышки на канализационном люке может повлечь заползание в них любопытных детей и подростков (там они могут упасть с лестницы, задохнуться, заблудиться и т. д.), падение в люки рассеянных прохожих (в том числе разговаривающих по мобильному телефону), что чревато переломами ног и даже смертельным исходом при достаточной глубине люка. На автодороге — серьёзные повреждения колёс и подвески автомобиля в случае наезда на незакрытый люк, а также очень опасные аварии (вплоть до гибели людей в случае наезда на открытый люк мотоциклов или велосипедов).
При отсутствии крышки люк должен быть огорожен и обозначен предупреждающими знаками. При невозможности сделать ограждение обычно в люк вставляют палку или ветку или иной предмет, издали видимый на дороге.

## Интересные факты
- В 2000—2001 годах в Москве проходил глобальный мэйл-арт проект «Канализации всех стран, соединяйтесь!» (Sewers of the World, Unite!), чью основу составляли фотографии канализационных люков со всего мира, а также авторское осмысление темы в виде творческих проектов и объектов[9][10]. Его инициаторами в апреле 2000 года стали московские художники Н. Ламанова и А. Холопов[11].
- При движении гоночных болидов благодаря их аэродинамическим характеристикам создаётся настолько низкое давление воздуха между дорогой и днищем машины, что его достаточно, чтобы поднять крышку канализационного люка (см. закон Бернулли, граунд-эффект). Поэтому во время гонок по городским улицам крышки привариваются к ободу люка. 23 сентября 1990 года на гонке спортпрототипов в Монреале болид гонщика Хесуса Парейи ударился о крышку канализационного люка, поднятую в воздух болидом, следовавшим перед ним. В результате этого начался пожар; из-за плотного дыма последовали новые аварии, и гонку остановили.[12] Срыв крышки люка гоночным болидом серии CART можно видеть в фильме «Гонщик».
- На канализационных люках Рима, как и на гербе этого города, написано SPQR (лат. «Senatus Populusque Romanus» — «Сенат и римский народ»).
- В фантастическом рассказе Вадима Шефнера «Кончина коллекционера» описывается обширная галерея крышек от канализационных люков, составляющая коллекцию одного из персонажей.

## Галерея

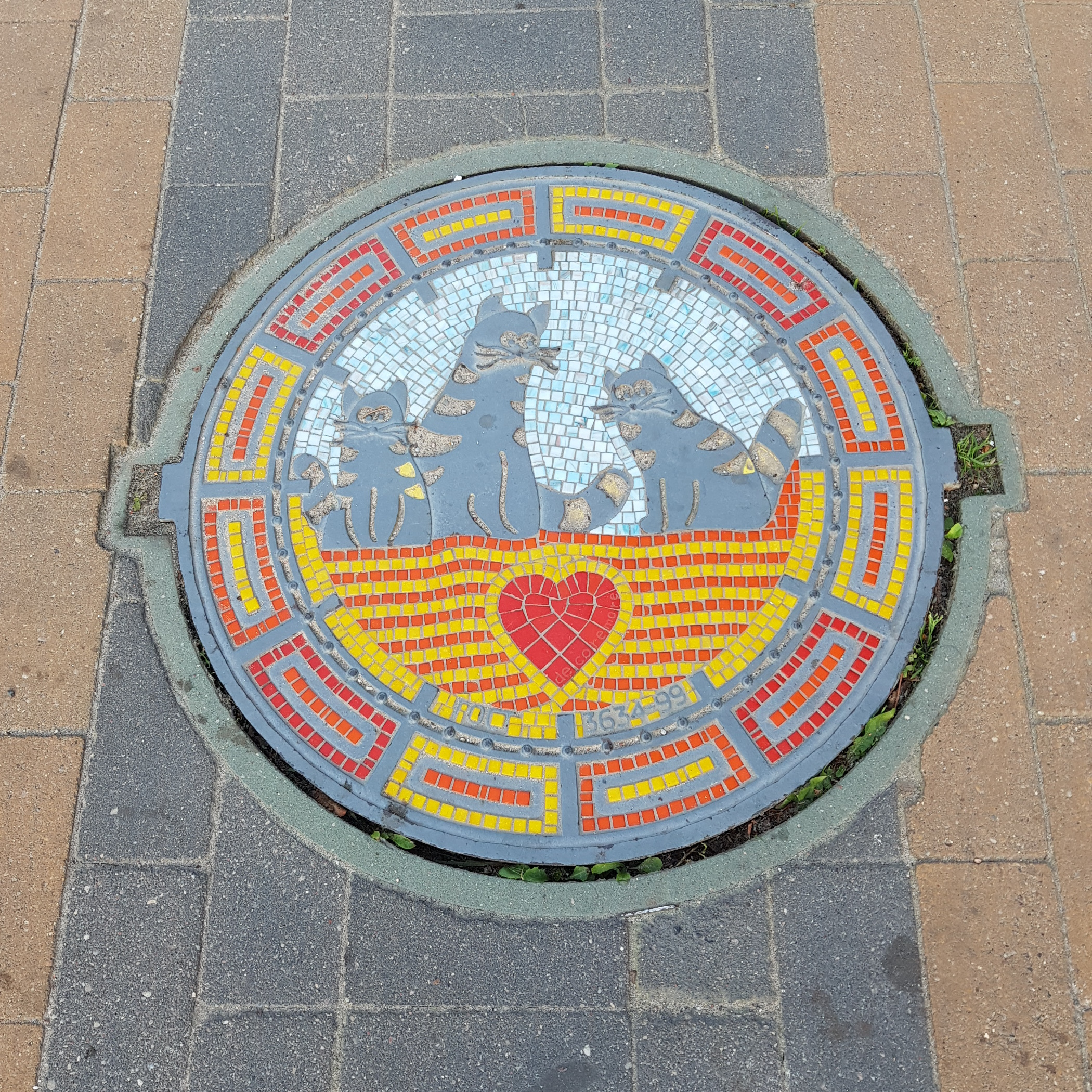
Зеленоградск, Россия
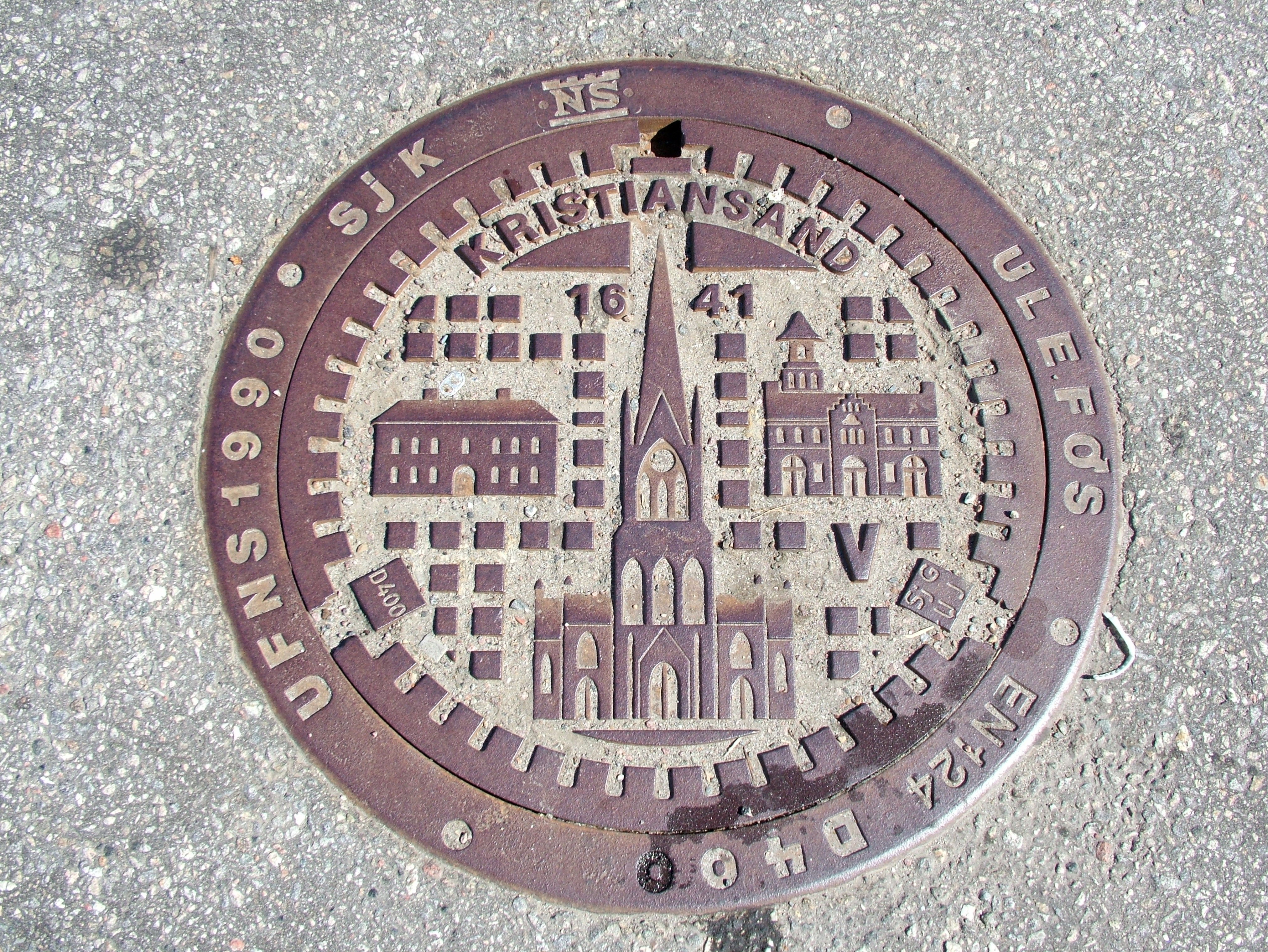
Кристиансанд, Норвегия
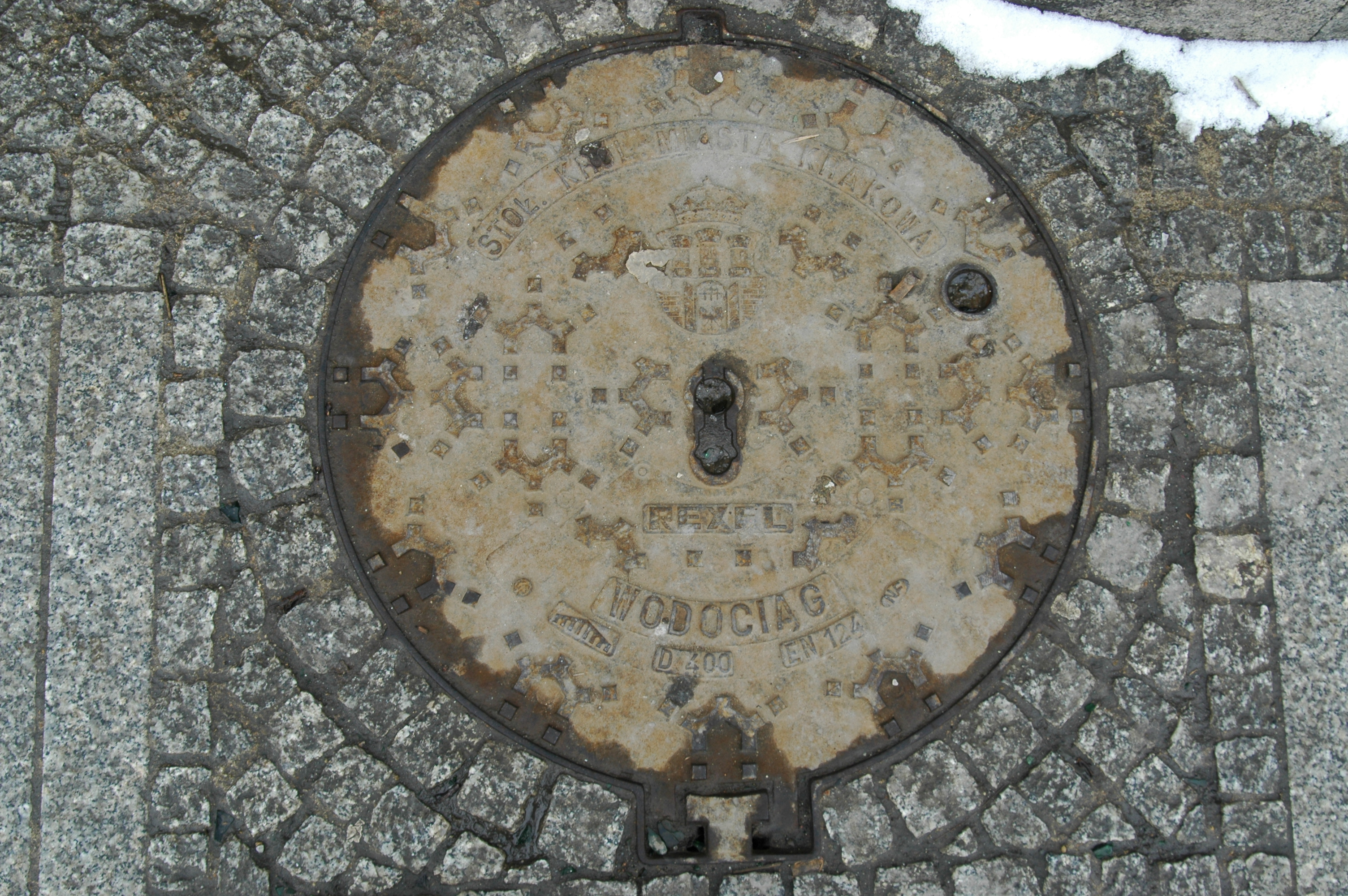
Краков, Польша
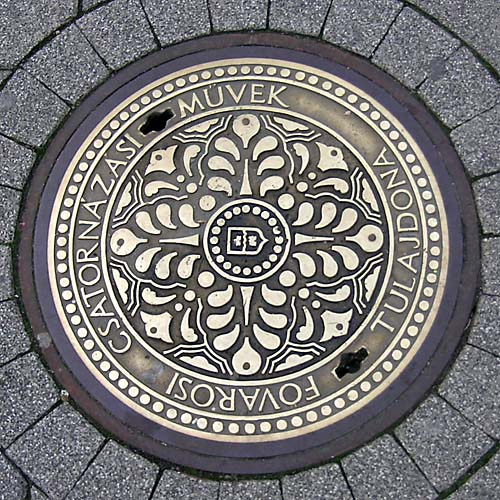
Будапешт, Венгрия
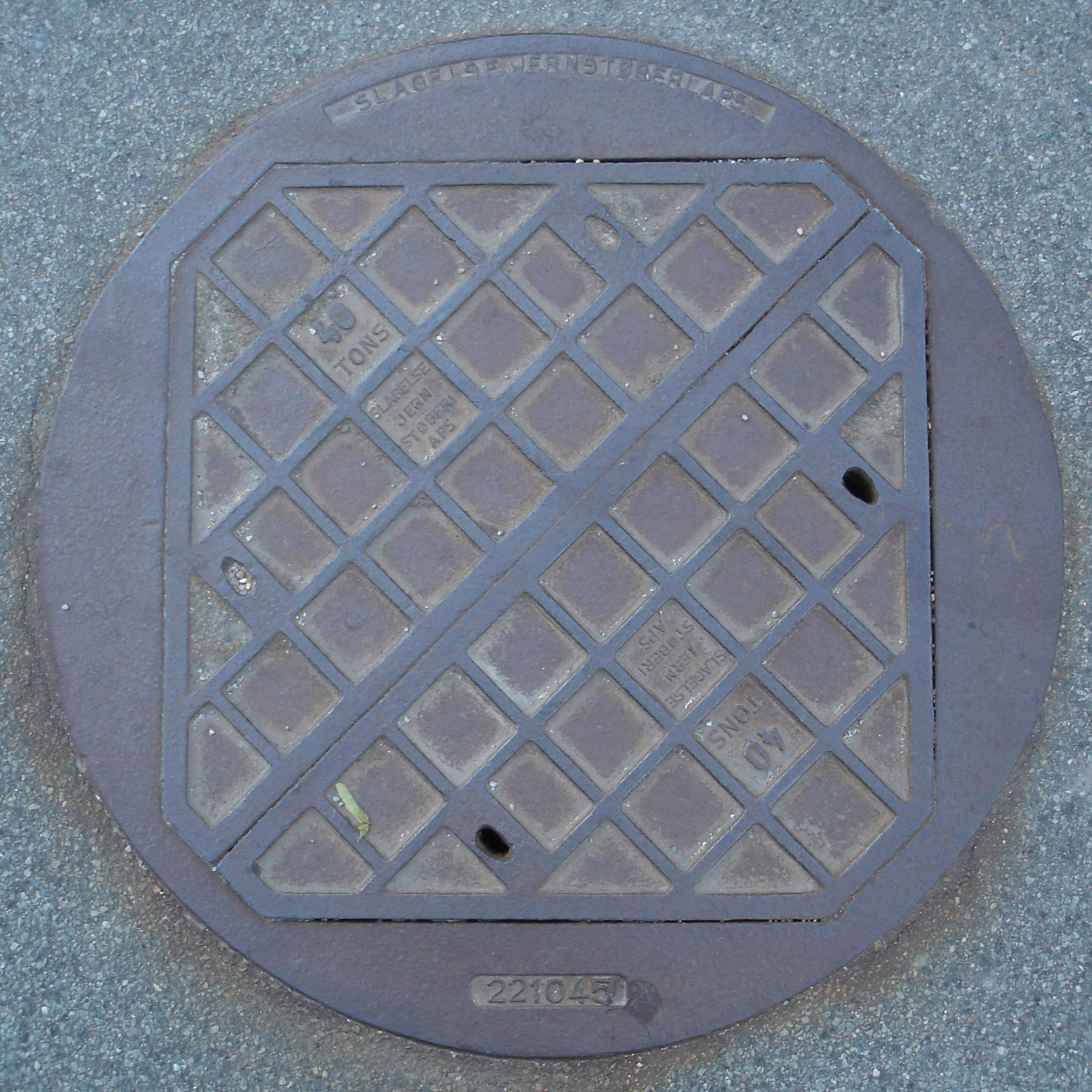
Каструп, Дания
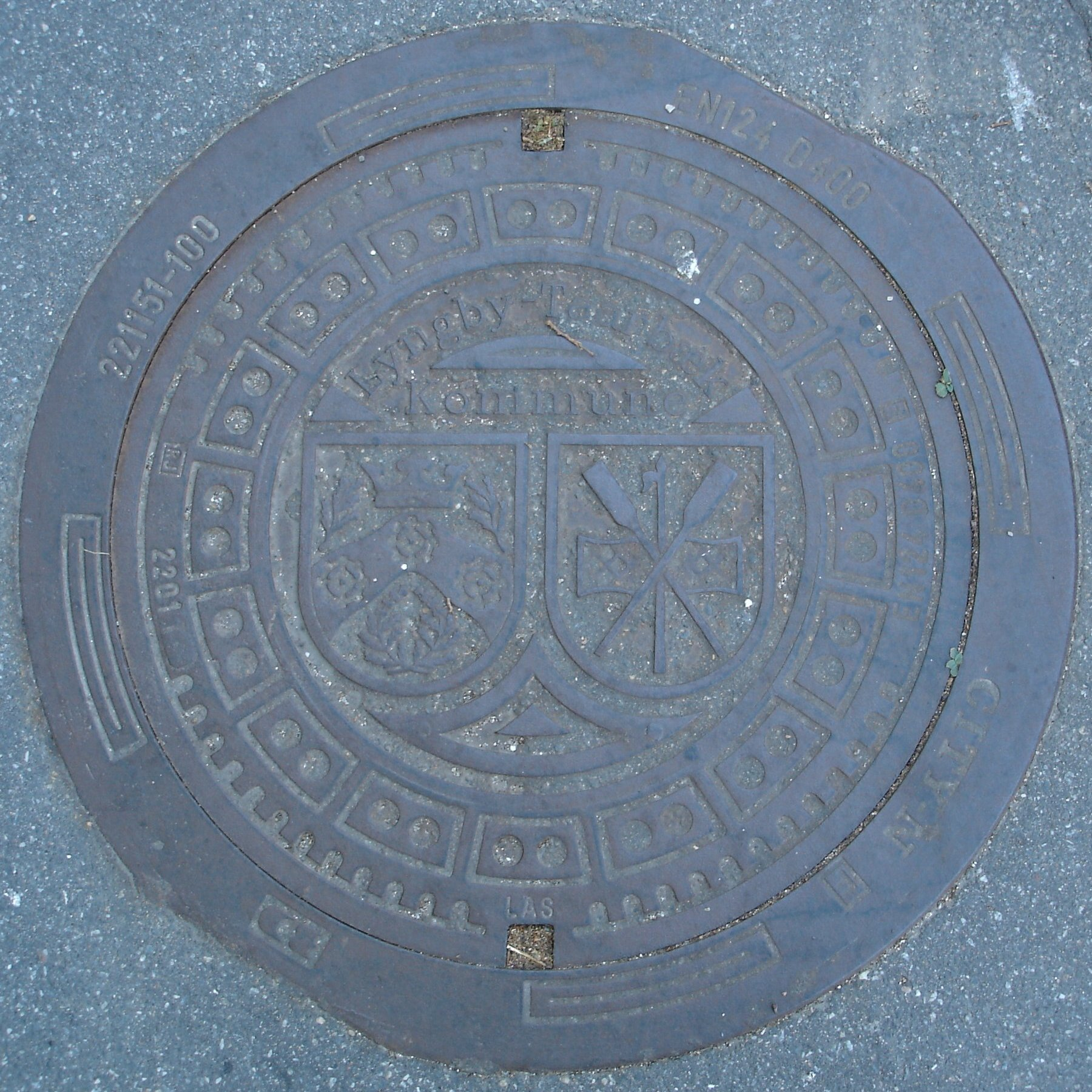
Люнгбю, Дания
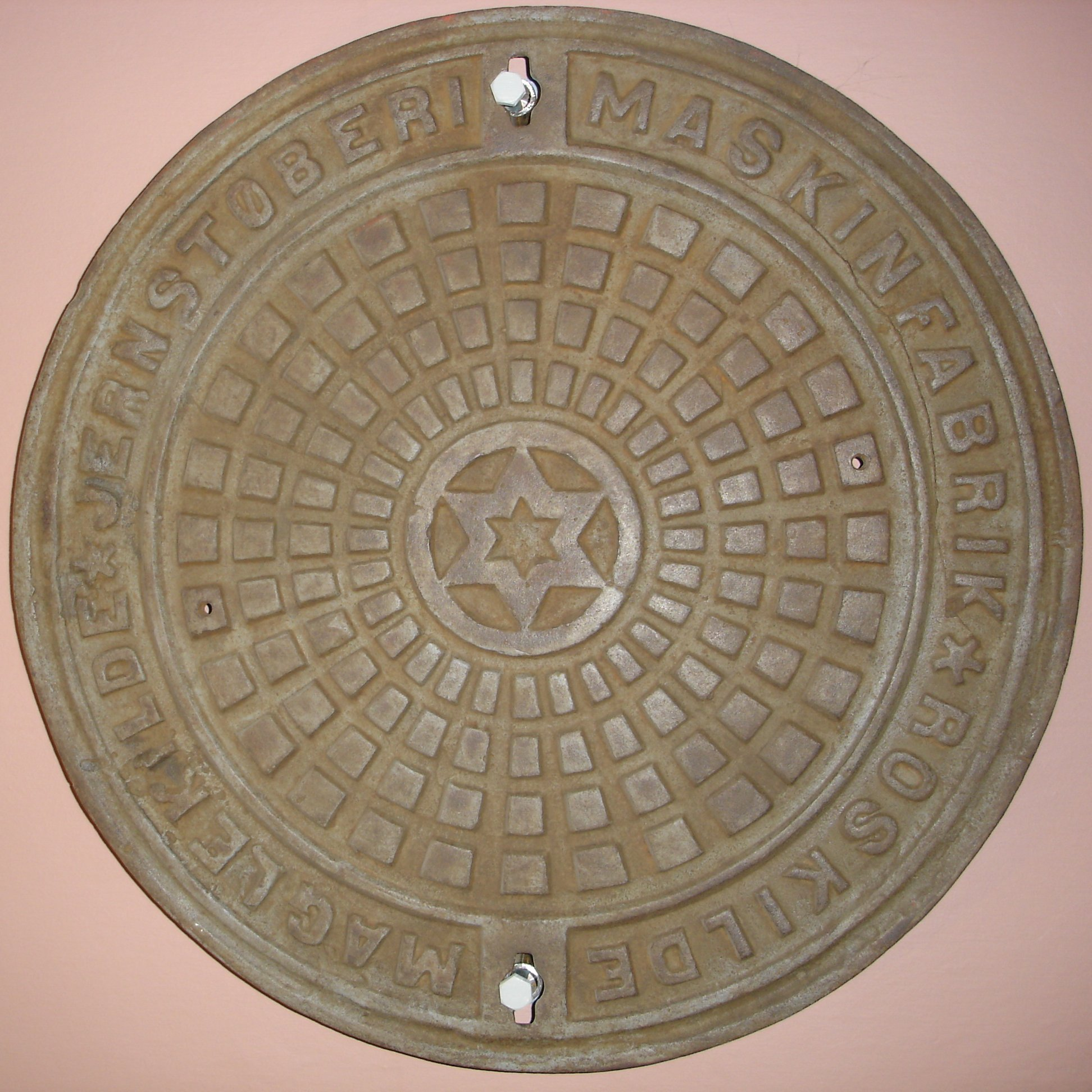
Роскилле, Дания, 1970
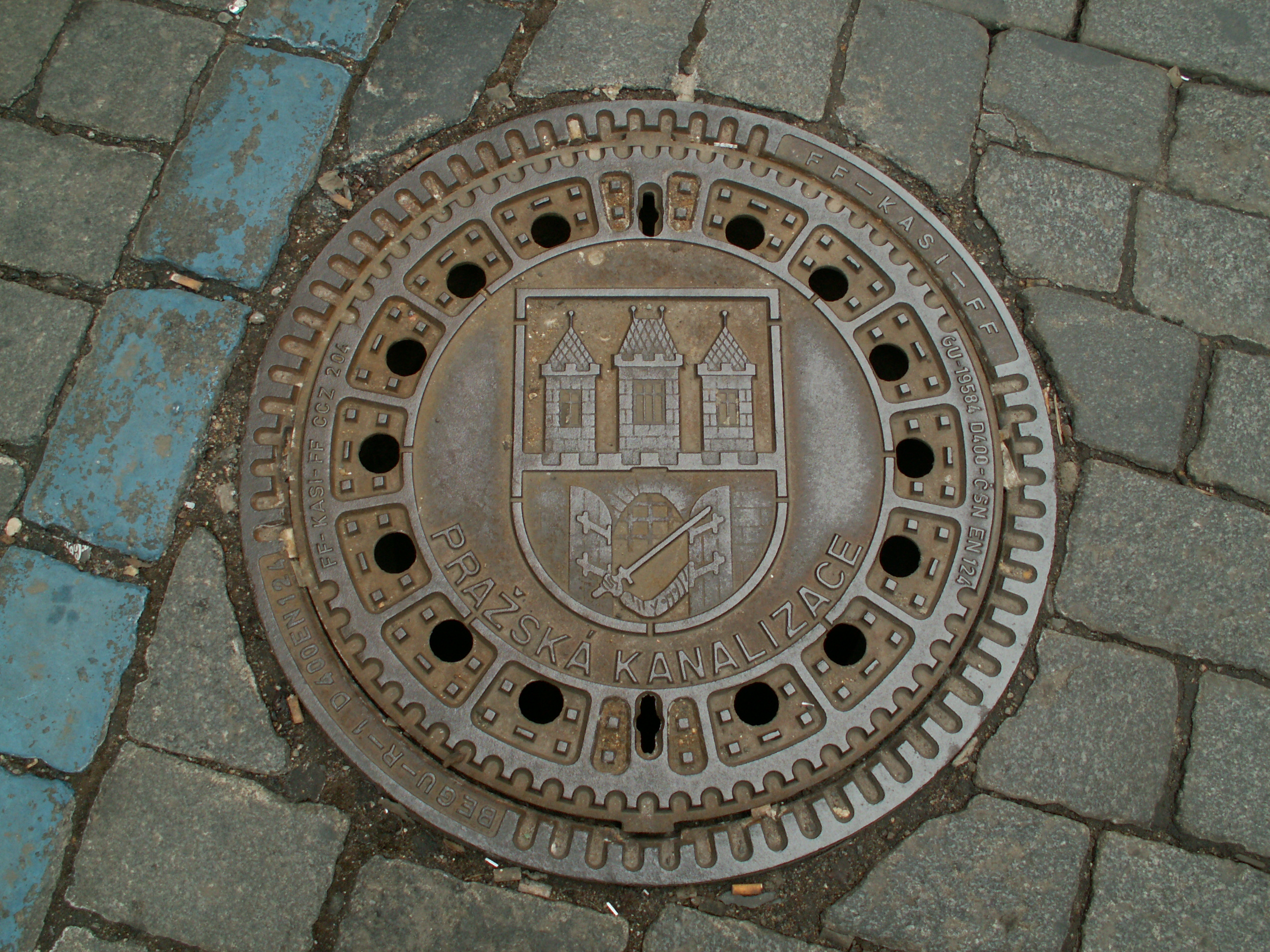
Прага, Чехия
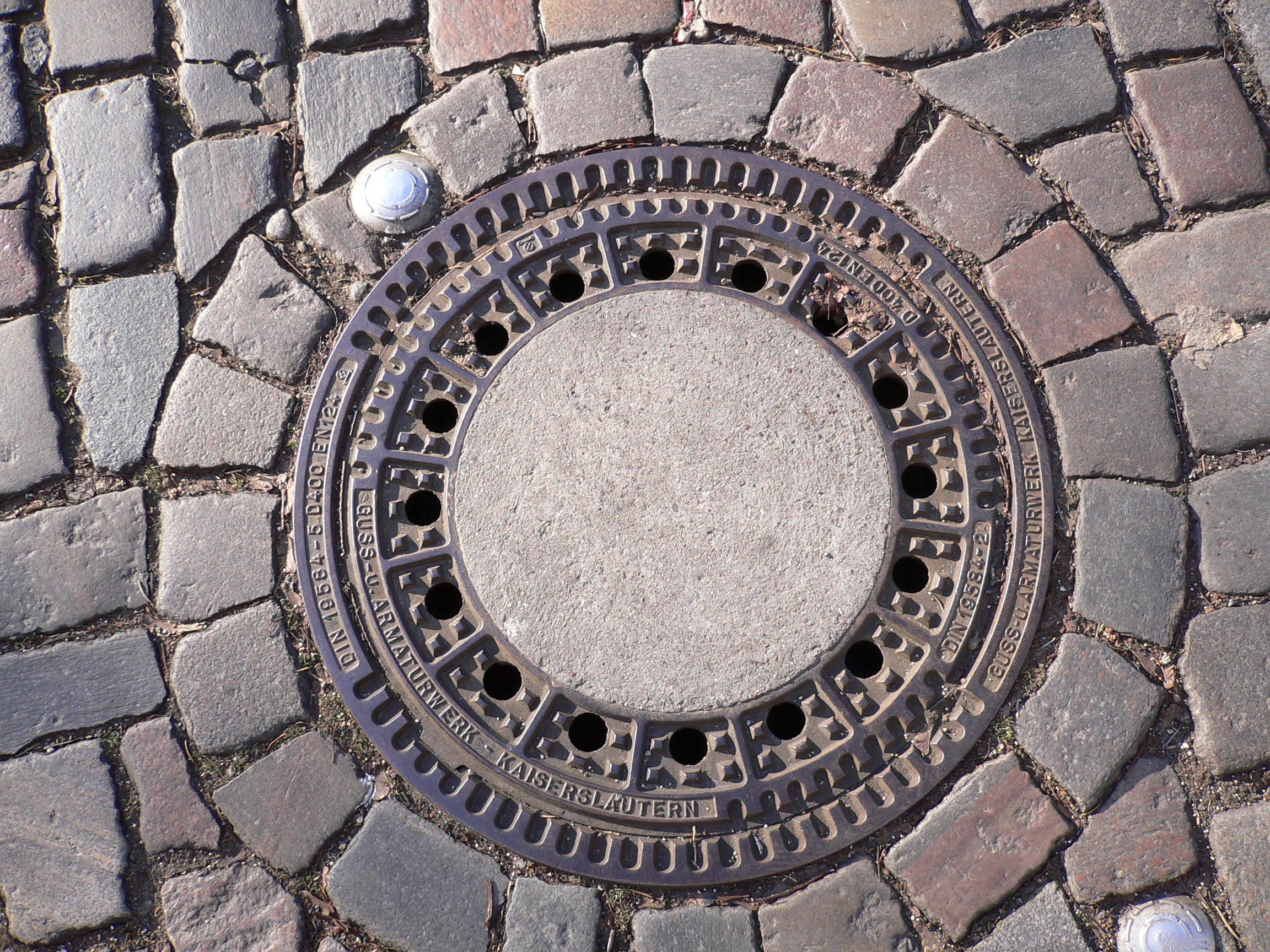
Берлин, Германия
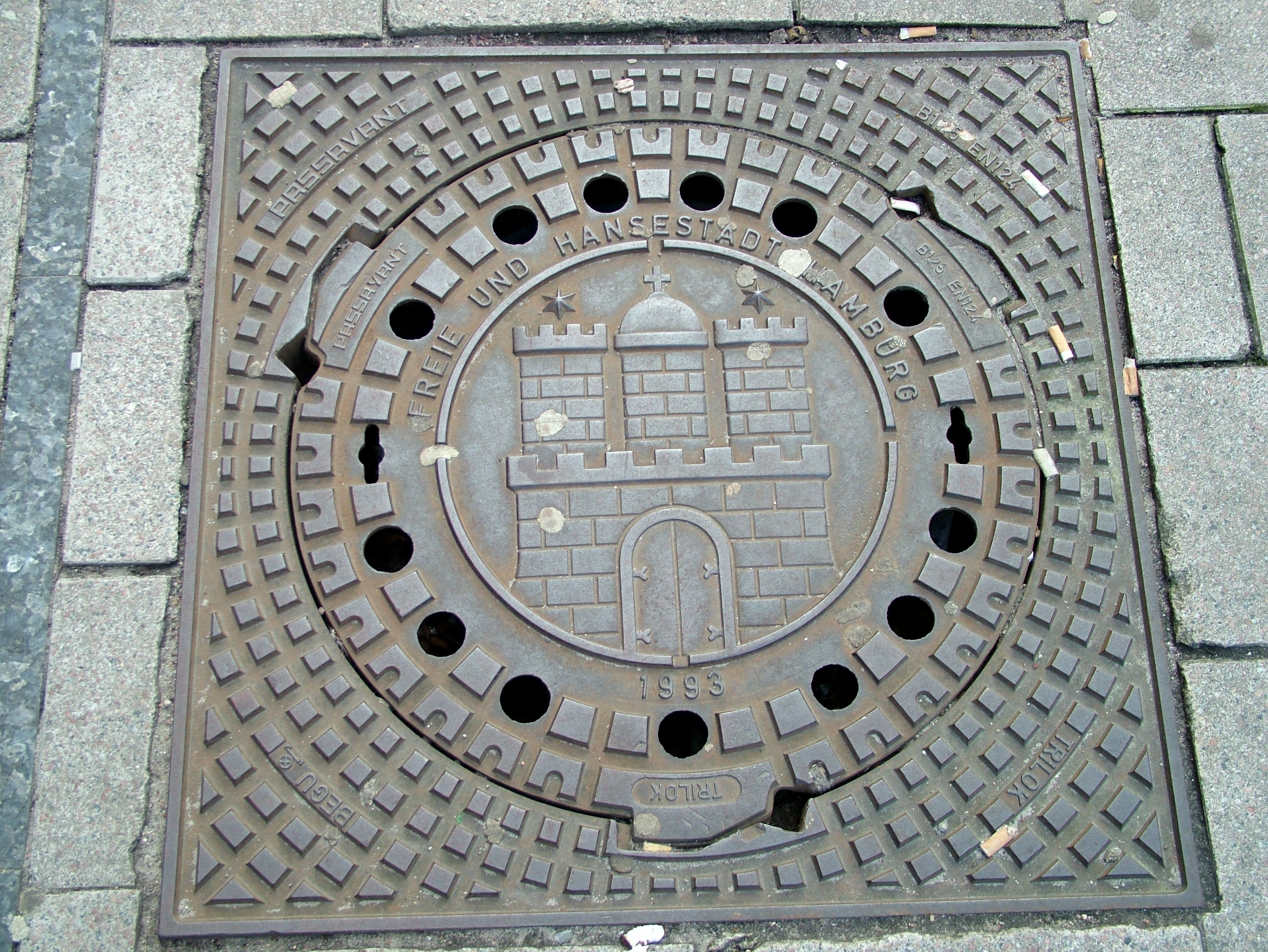
Гамбург, Германия
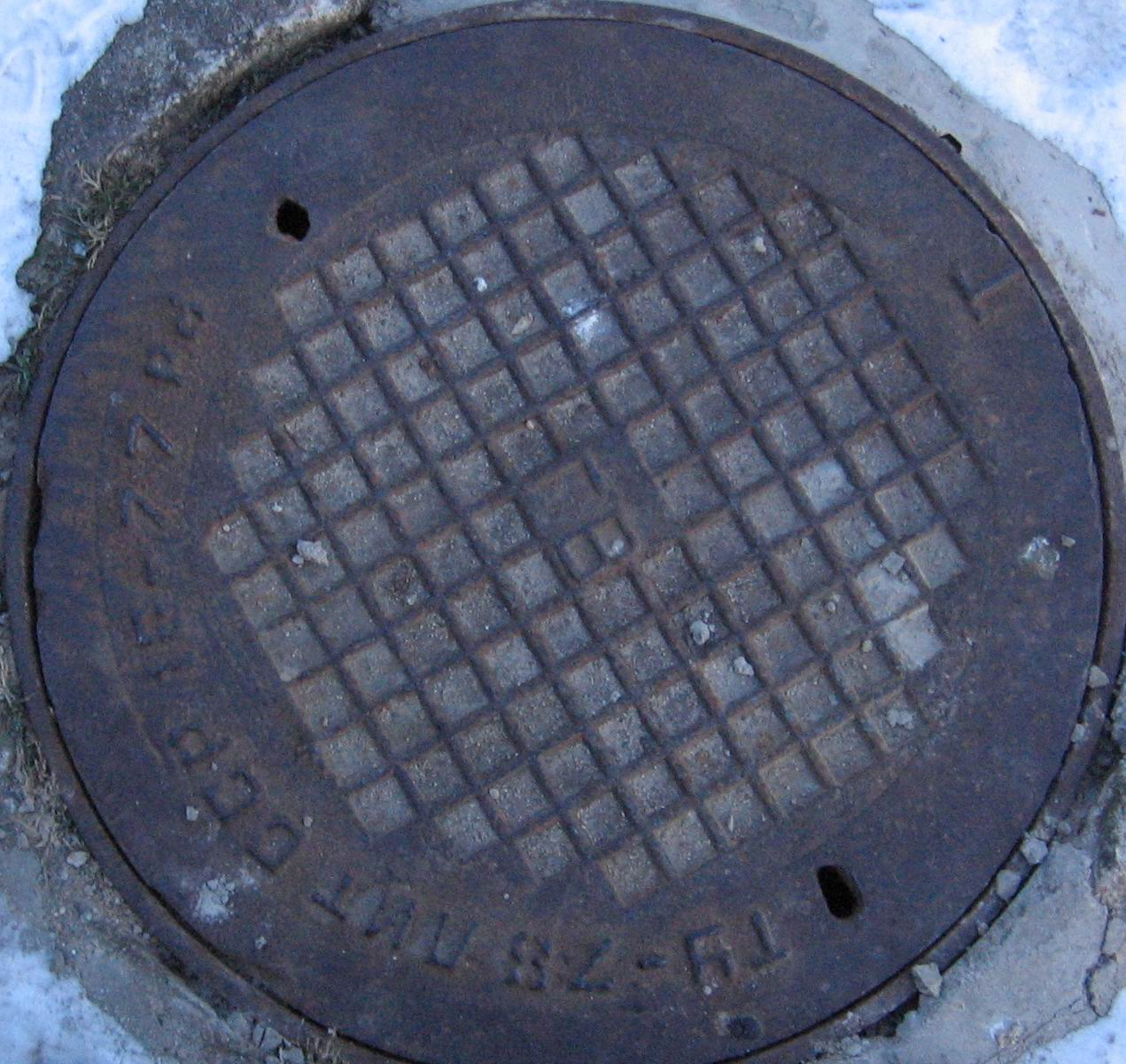
Вильнюс, Литва
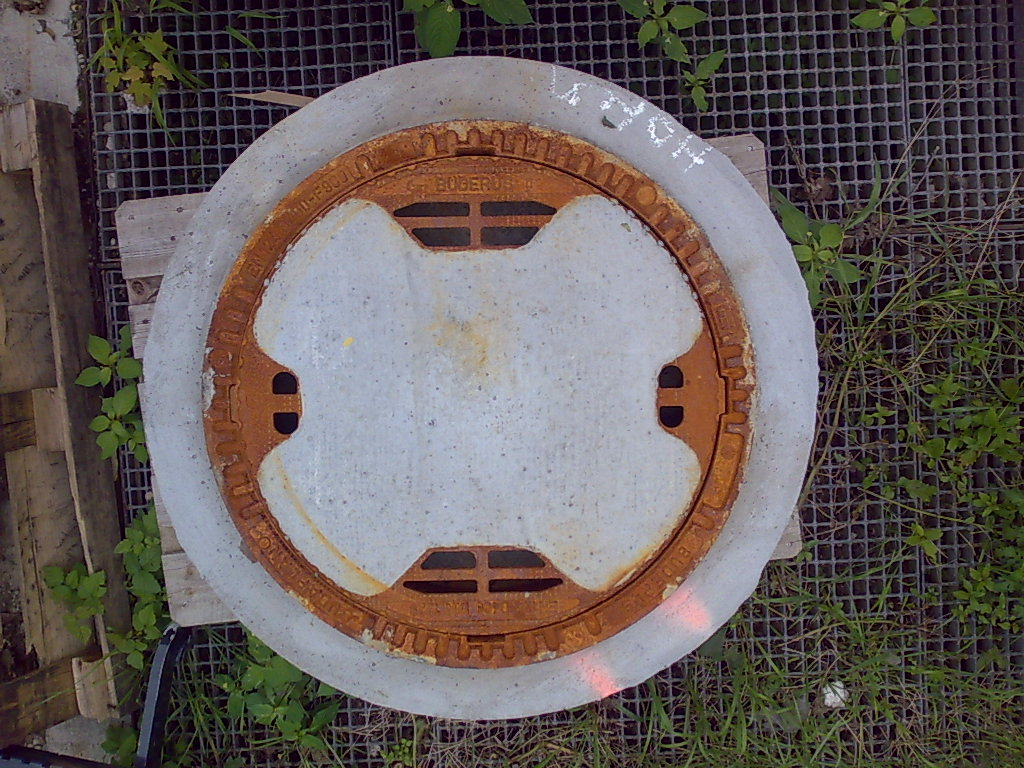
Бетонный люк с металлической арматурой. Германия
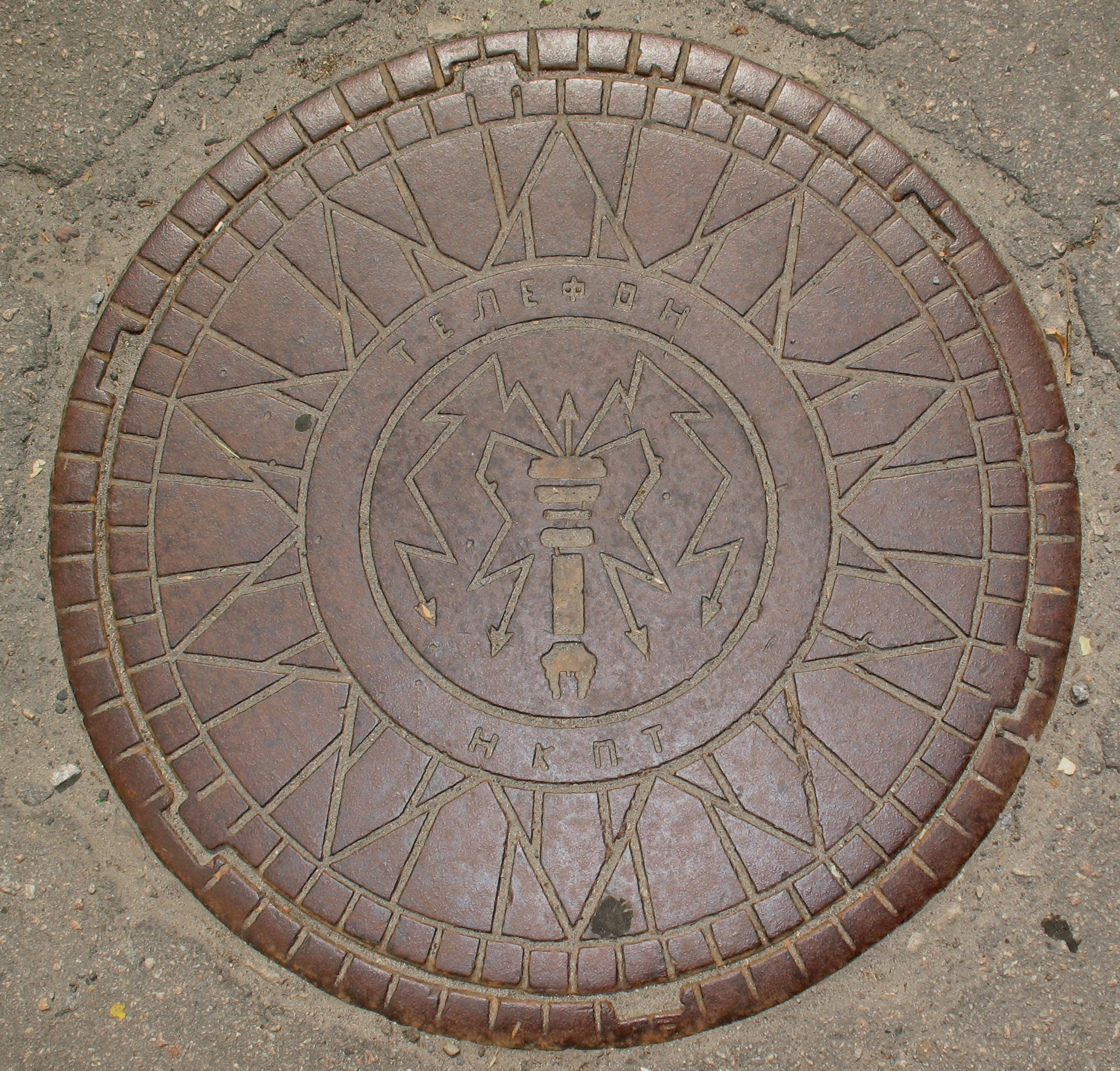
Эмблема наркомата почт и телеграфов на крышке люка телефонной сети. СССР
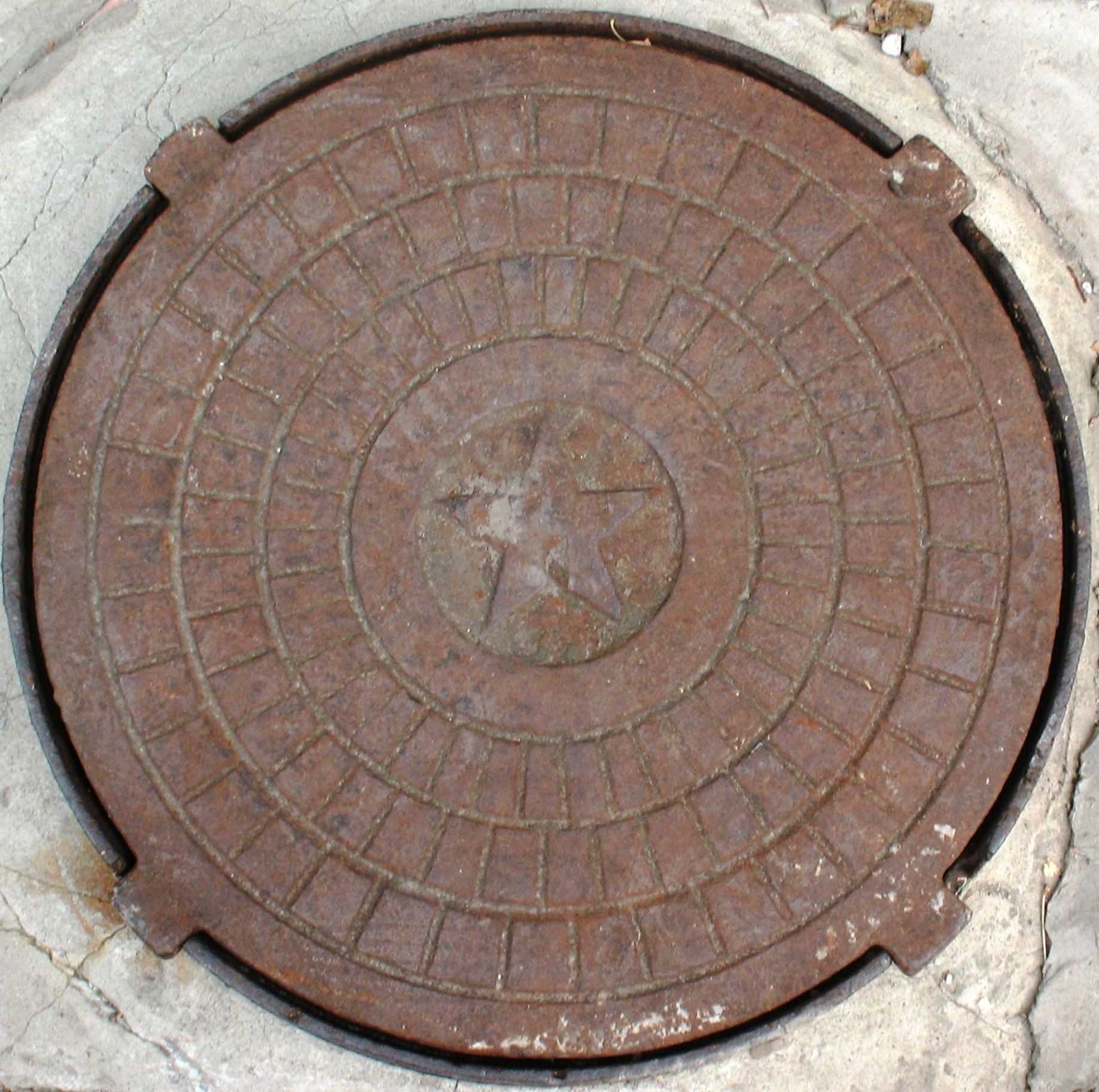
Сталино, СССР, 1930-е
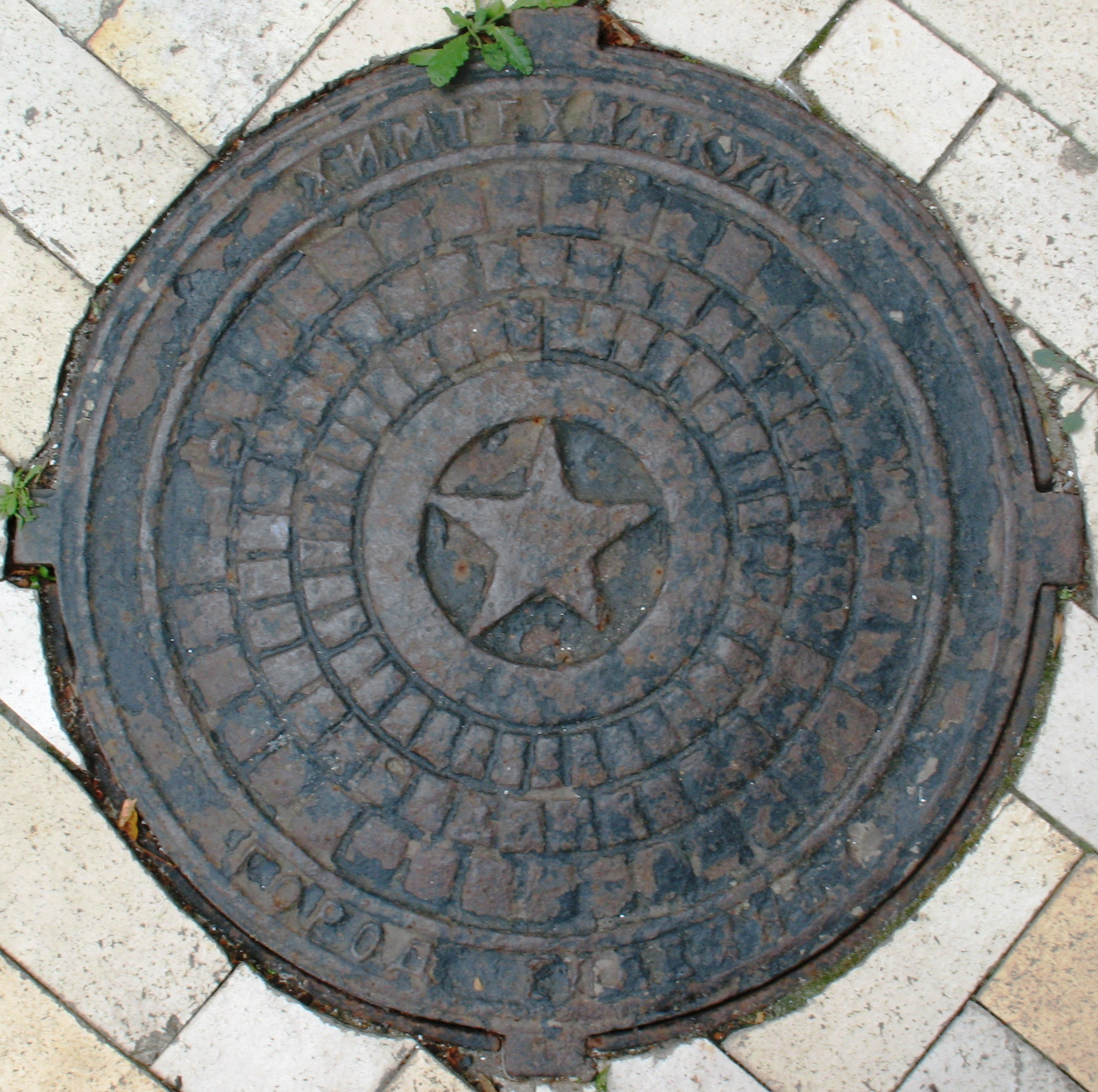
Сталино, СССР, 1930-е
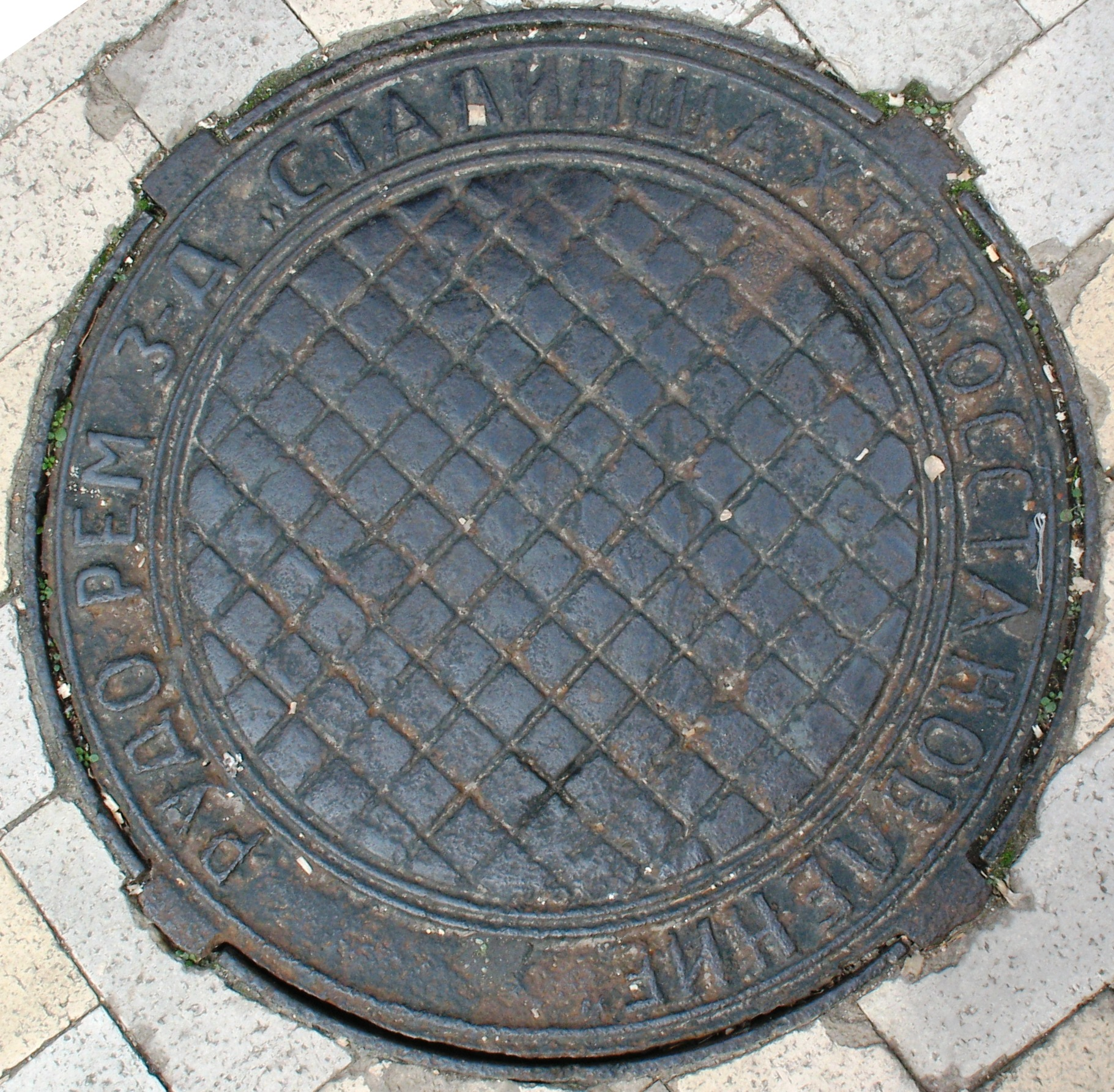
Люк «Сталиншахтвосстановление», СССР, 1946
Современный люк с отверстиями для крюков, Россия
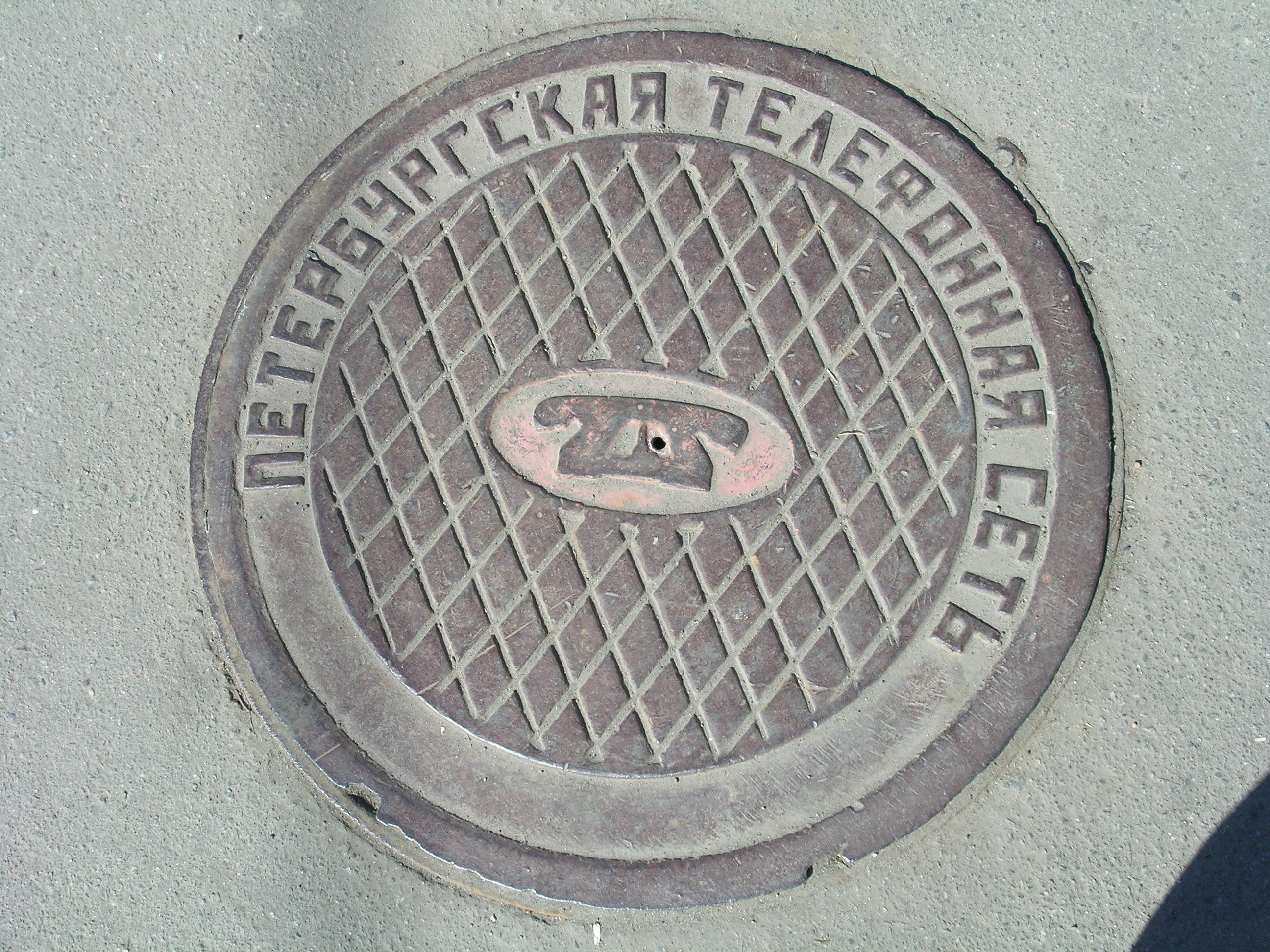
Санкт-Петербург, Россия
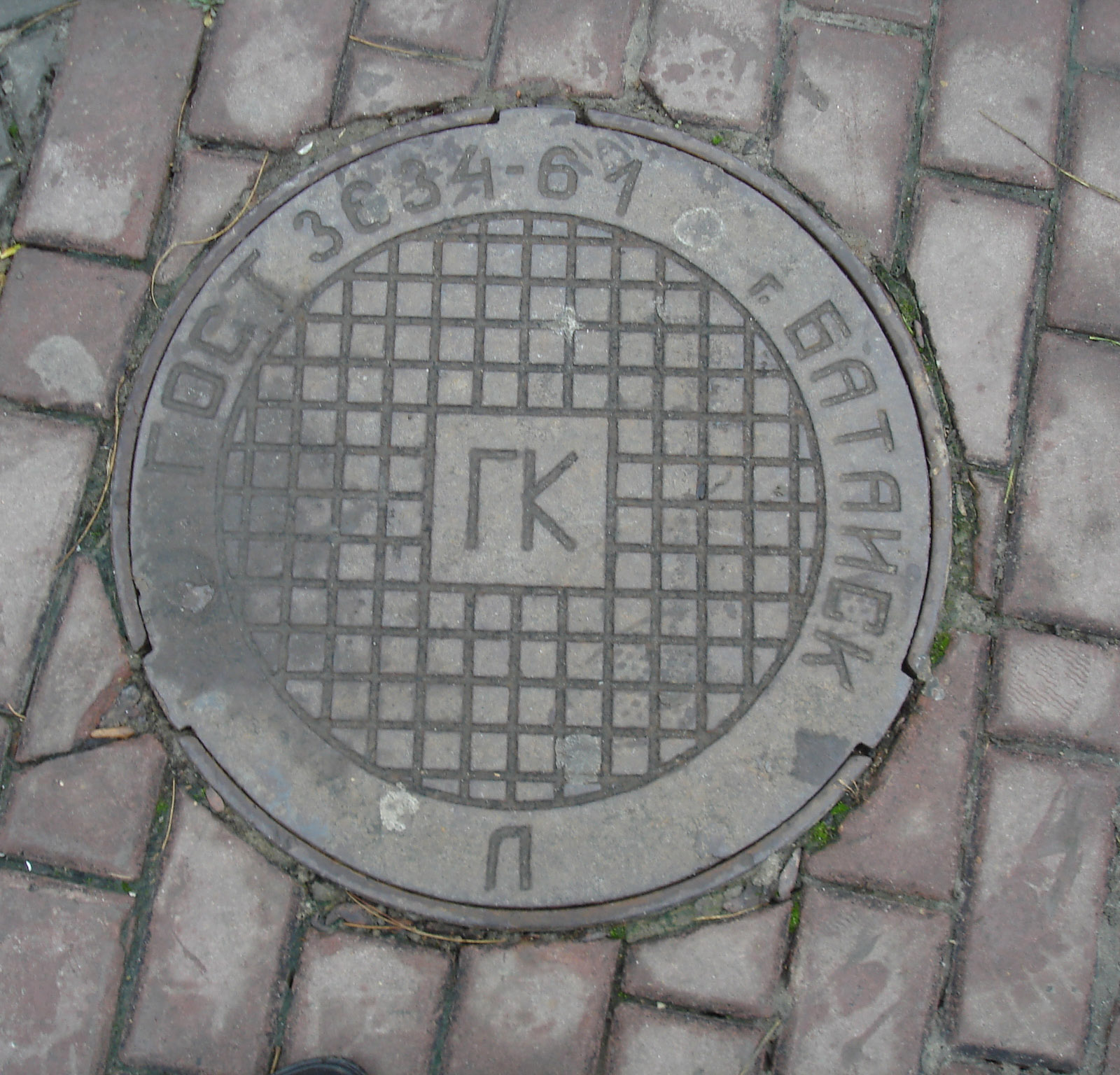
Батайск, 2012
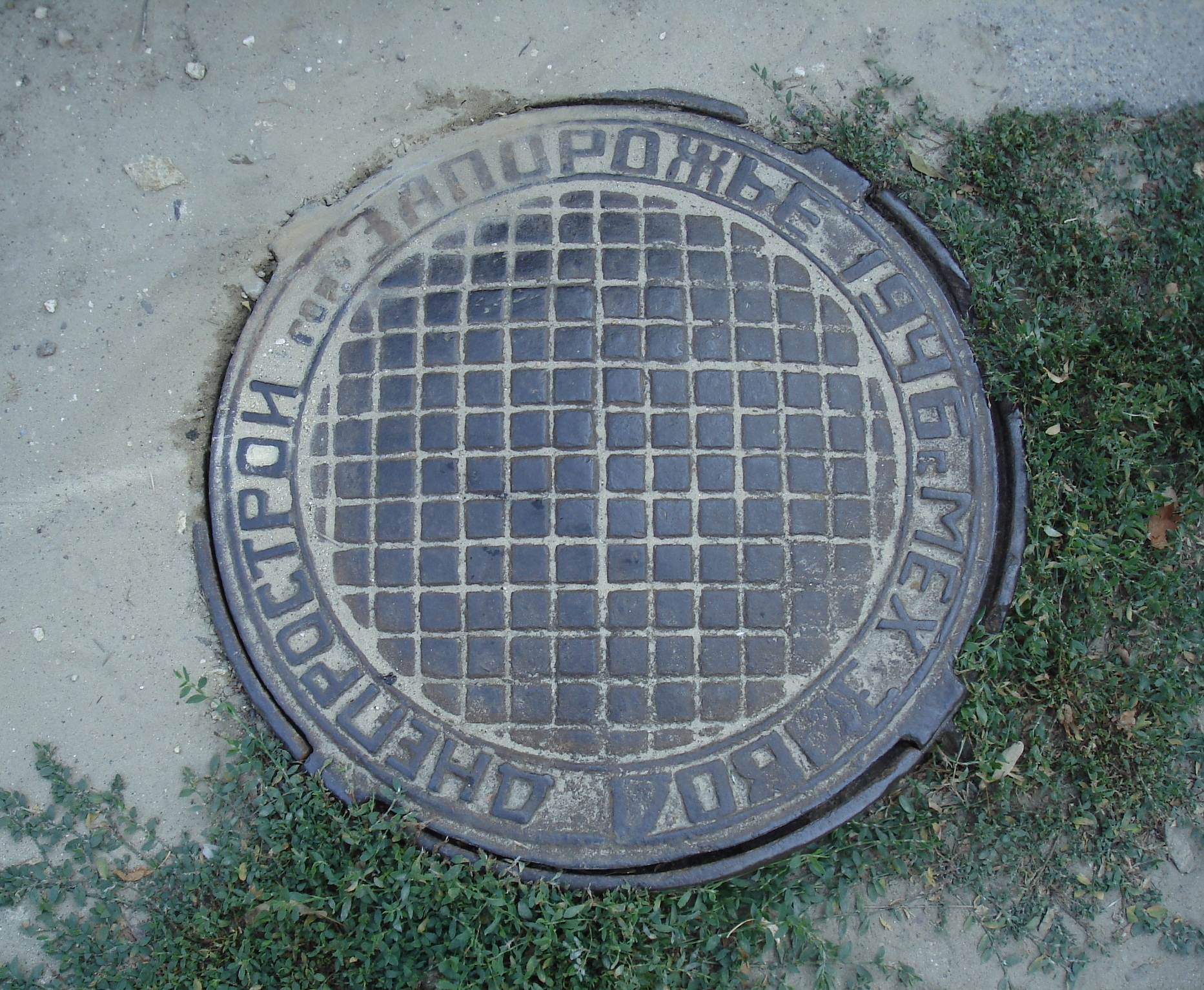
Новая Каховка, Украина, 2012
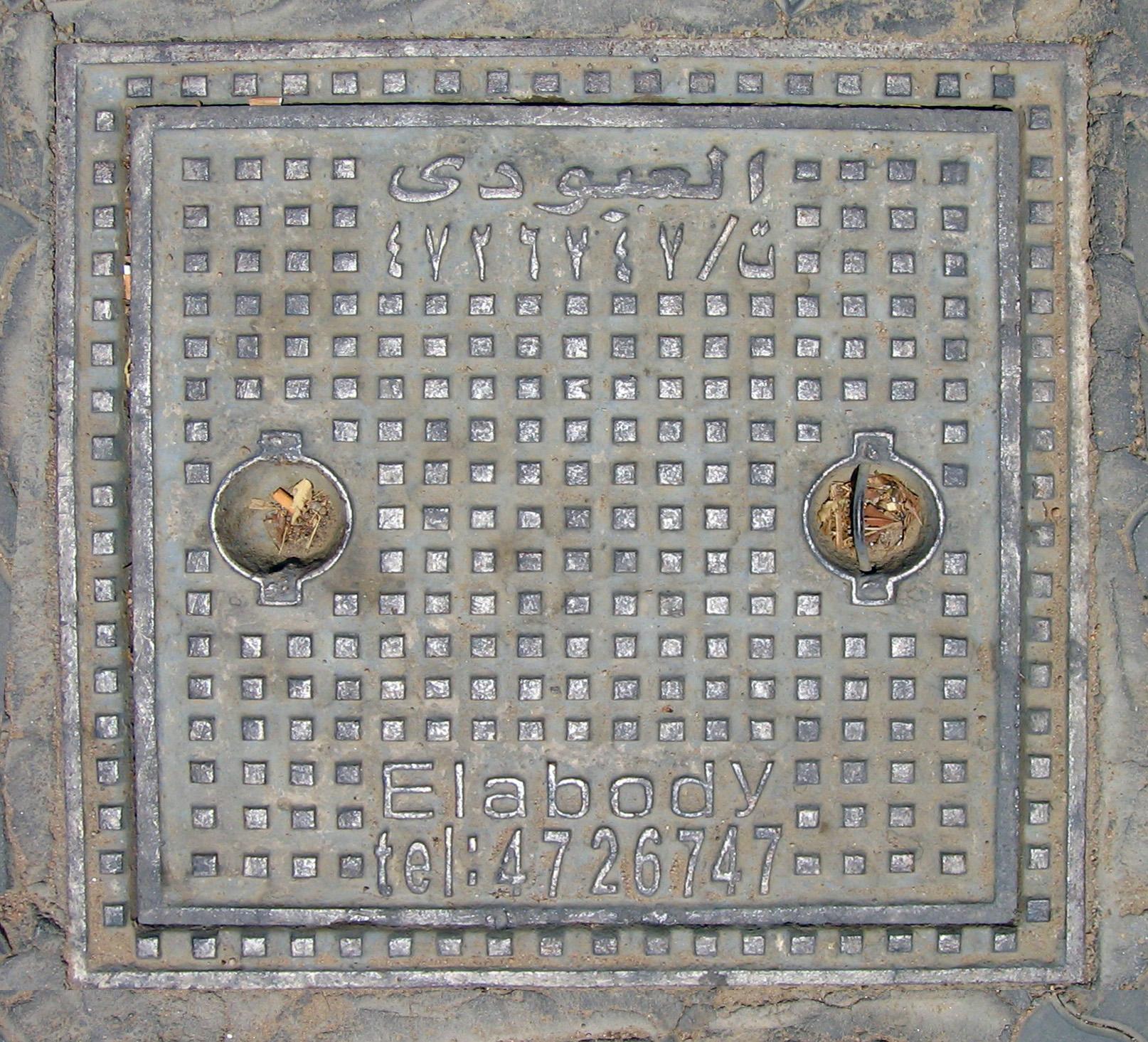
Шарм-эш-Шейх, Египет
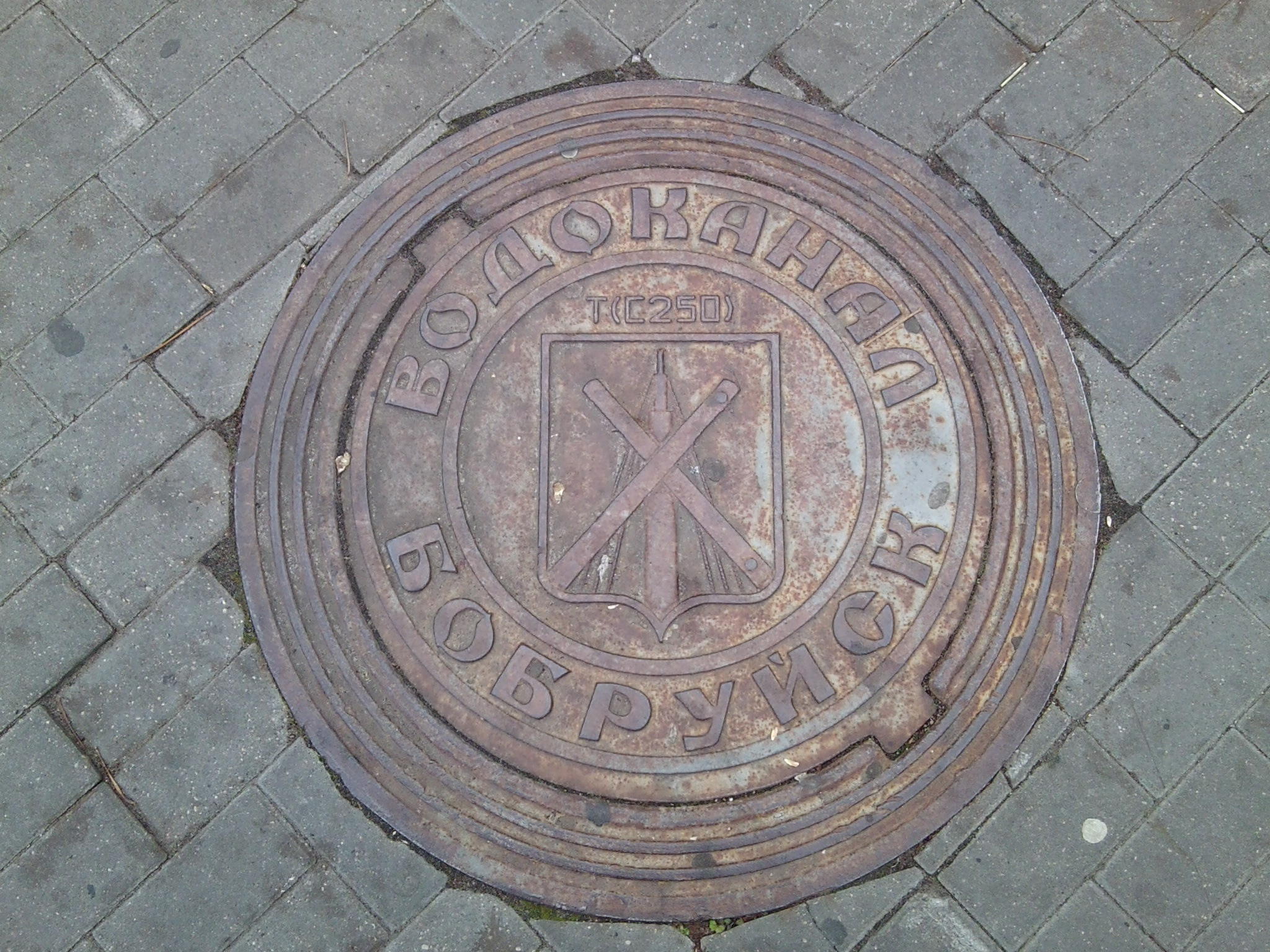
Бобруйск, пл. Ленина
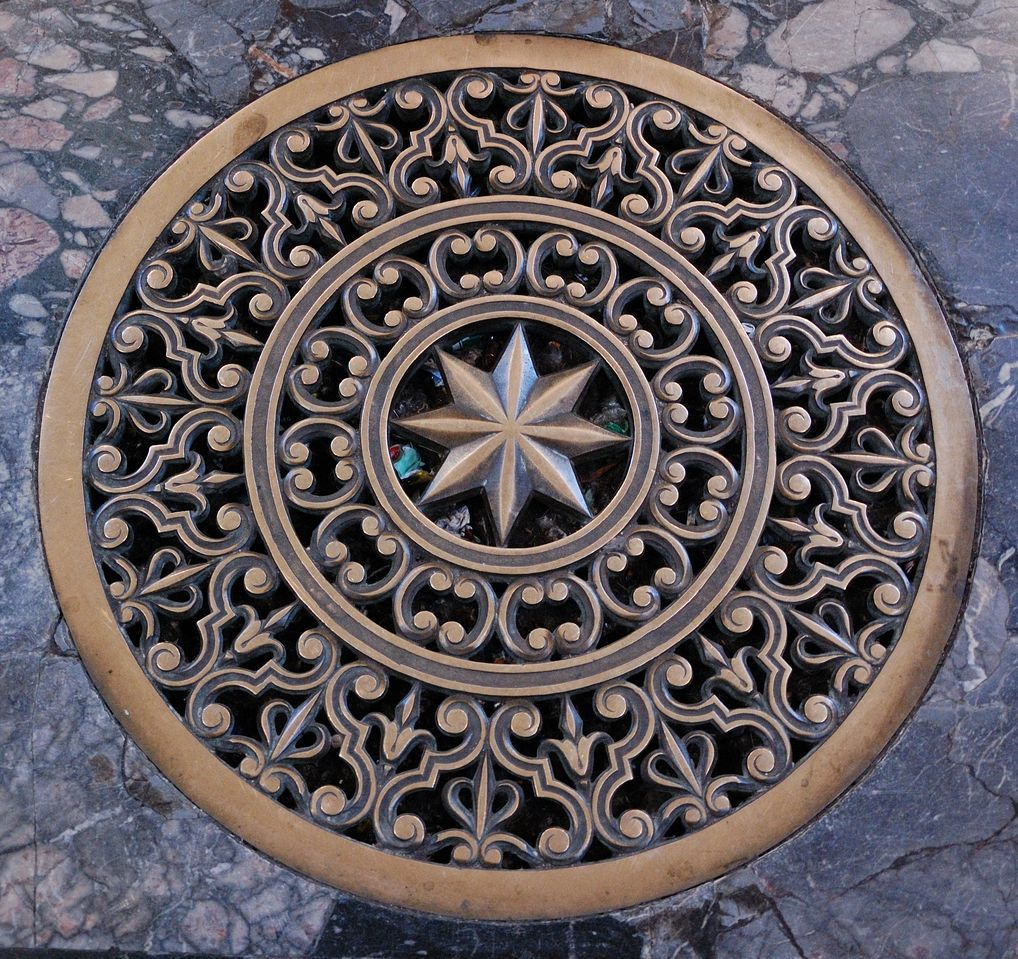
Рим, Италия
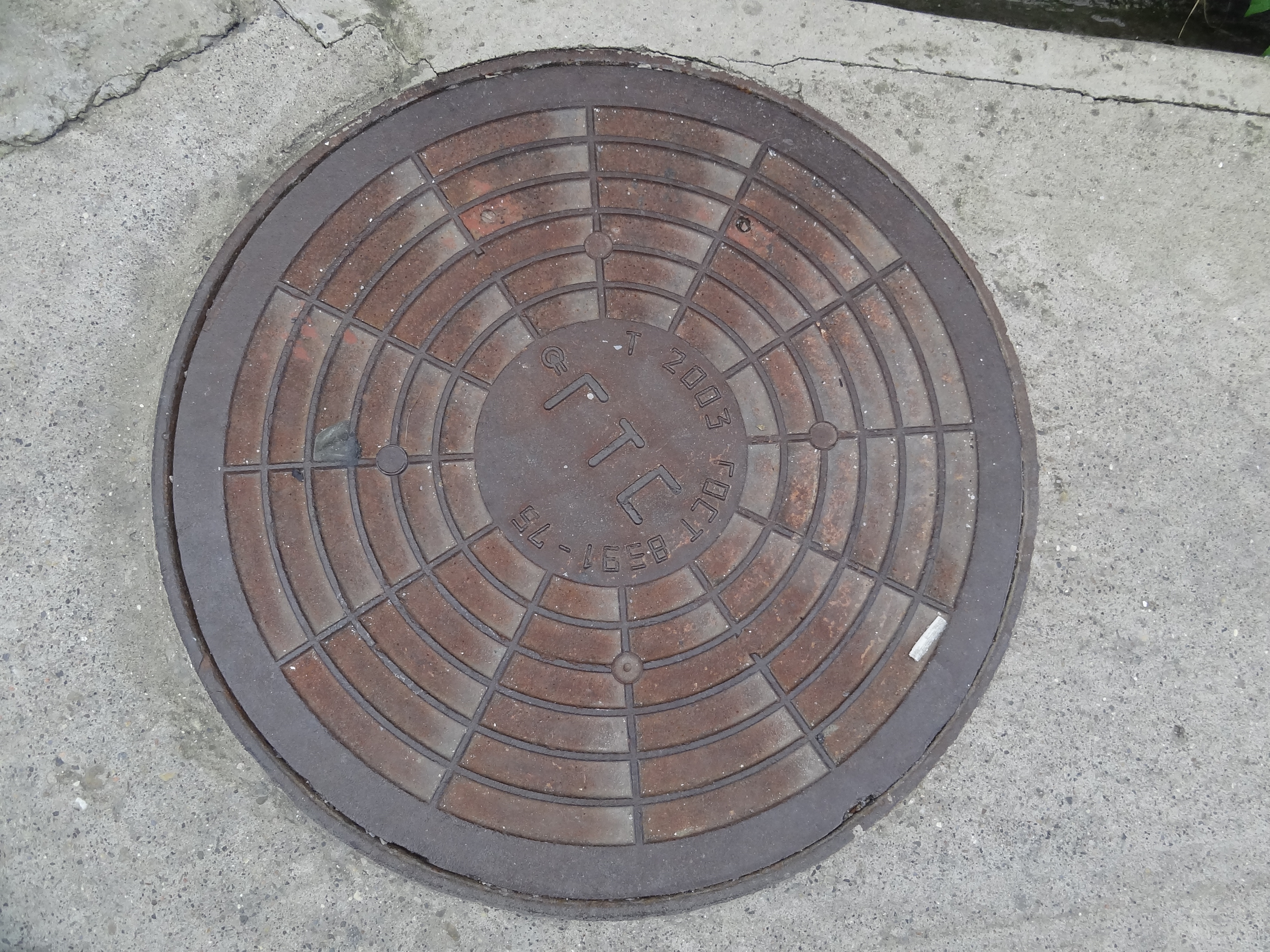
Россия, Сочи. Люк 2003 года.